# Creta
Creta (en griego clásico y moderno: Κρήτη [Kriti]; en latín: Creta) es la isla más grande de Grecia y la quinta en tamaño del mar Mediterráneo. El archipiélago cretense conforma una de las trece periferias y una de las siete administraciones descentralizadas de Grecia. Posee una superficie de 8300 km², una costa de 1040 kilómetros de longitud y una población de unos 620 000 habitantes. Su capital es Heraclión
Creta fue antiguamente el centro de la civilización minoica (2700-1420 a. C.), considerada una de las más antiguas civilizaciones de las que se tiene registros en Europa. Hasta principios del siglo XX también se la conoció con el nombre de Candía.

## Etimología
Las primeras referencias a la isla de Creta proceden de textos de la ciudad siria de Mari del siglo XVIII a. C. en los que se habla de ella como Kaptara, nombre que se repite posteriormente en los registros neoasirios y en la Biblia (Caphtor). En el antiguo Egipto se la conocía como Keftiu o kftı͗w, lo que sugiere una denominación minoica similar.
El nombre actual de Creta aparece por primera vez en el siglo XV a. C. en textos griegos micénicos, escritos en Lineal B, mediante las palabras ke-re-te (𐀐𐀩𐀳, *Krētes; griego posterior: Κρῆτες [krɛː. tes], plural de Κρής [krɛːs]) y ke-re-si-jo (𐀐𐀩𐀯𐀍, *Krēsijos; más tarde griego: Κρήσιος [krέːsios], 'cretense').  En griego antiguo, el nombre Creta (Κρήτη) aparece por primera vez en la Odisea de Homero. Su etimología es desconocida. Una propuesta la deriva de una hipotética palabra luwiana *kursatta (compárese kursawar 'isla', kursattar 'corte, astilla') Otra propuesta sugiere que deriva de la antigua palabra griega "κραταιή" (krataie̅), que significa fuerte o poderosa, el razonamiento es que Creta fue el poder marítimo más fuerte durante la Antigüedad clásica.
En latín, el nombre de la isla pasó a ser Creta. El nombre árabe original de Creta era Iqrīṭiš (árabe: اقريطش < (τῆς) Κρήτης), pero tras el establecimiento del Emirato de Creta de su nueva capital en ربض الخندق Rabḍ al-Ḫandaq (moderna Heraklion; griego: Ηράκλειο, Irákleio), tanto la ciudad como la isla pasaron a ser conocidas como Χάνδαξ (Chandax) o Χάνδακας (Chandakas), que dieron el latín, el italiano y el veneciano Candia, de donde derivaron el francés Candie y el inglés Candy o Candia. Bajo el dominio otomano, en turco otomano, Creta se llamaba Girit (كريد). En la Biblia hebrea, Creta se denomina (כְּרֵתִים) "kretim".

## Historia

Bandera histórica de Creta

### Prehistoria
A pesar de su situación geográfica y el favorable clima, los primeros pobladores de Creta no aparecieron hasta el Neolítico, llegando en dos grandes oleadas. El tipo étnico colonizador no está relacionado con ninguna de las grandes corrientes, clasificándose como «mediterráneo», al igual que la gente que poblaba las cercanas costas de Asia Menor o las vecinas islas Cícladas, cuyos pobladores progresaron durante mucho tiempo a un ritmo similar al de los cretenses. Sin embargo, a mediados del III milenio a. C., ya en la Edad del Cobre, se produjo en la isla una gran cantidad de avances, que acabaron conduciendo a la brillante civilización minoica.

### Protohistoria y Edad Antigua

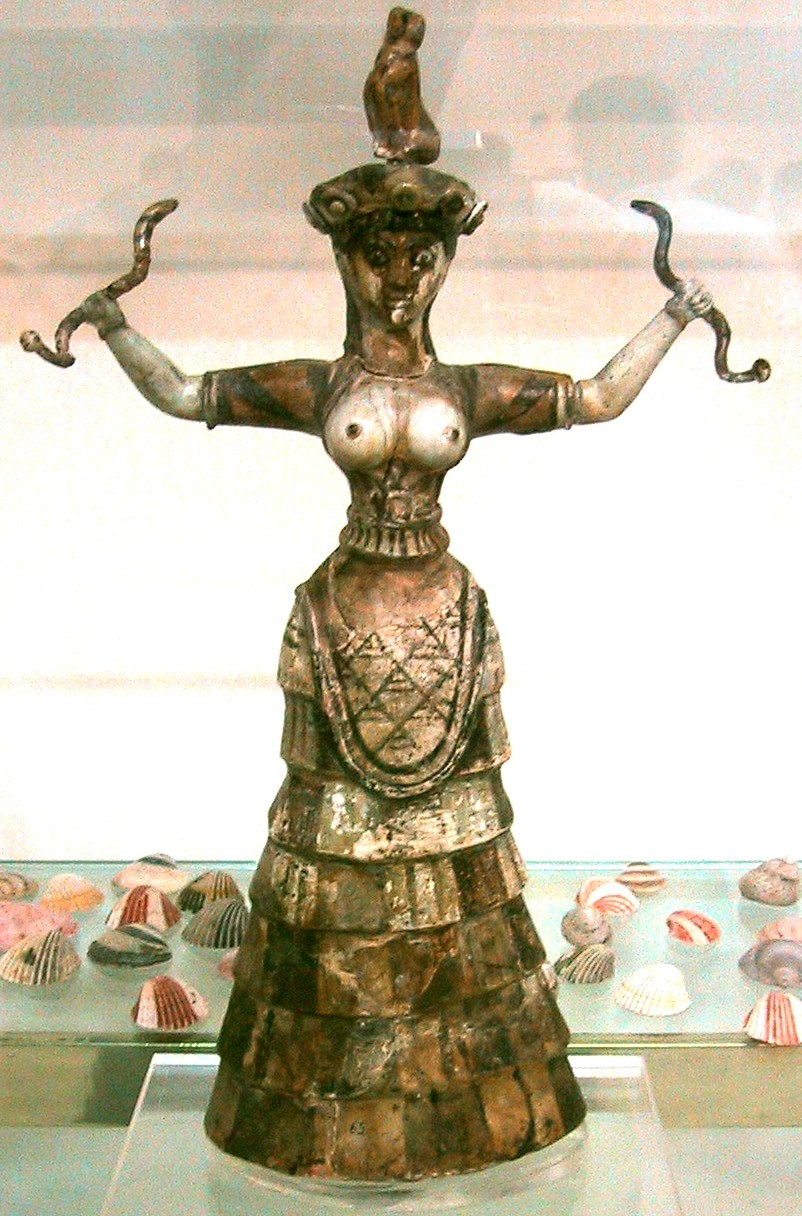
Diosa de las serpientes, Museo Arqueológico de Heraclión, Creta, ejemplo del arte minoico hacia 1600 a. C.

Lo más destacable es la aparición de la civilización minoica, una de las primeras aparecidas en Europa y una de las civilizaciones prehelénicas junto a la posterior civilización micénica. Durante la civilización minoica, en la que se dieron varias fases y altibajos, Creta llegó a su máximo esplendor, con el mayor auge en los siglos siglo XVI y XV a. C. Durante ellos, Creta estableció una talasocracia que se extendía hasta la Grecia peninsular, el mar Egeo, las costas de Asia Menor y zonas adyacentes como Sicilia. Durante esta época los contactos con Egipto, ya existentes anteriormente, fueron muy importantes.
Sin embargo, hacia finales del siglo XV a. C., la isla sufrió la invasión de los aqueos, que habían desarrollado una civilización en la Grecia continental, fundamentalmente en el Peloponeso, no exenta de fuertes influencias cretenses. Con la expansión de los invasores, los cretenses abandonaron los palacios.
Se baraja también la posibilidad de que una colonización de emigrados cretenses en las costas del sur de Canaán fuese el origen de los filisteos (peleset), que aparecen en la Biblia y de cuyo nombre procede el topónimo Palestina. Estos filisteos fundaron varias ciudades en la costa meridional cananea: Gaza, Asdod, Ecrón, Ascalón y Gat.
La decadencia de Creta, iniciada con la hegemonía aquea, se acentuó en el siglo XI a. C. con la invasión de los dorios, portadores del hierro. La isla pasó a ser una parte más del mundo griego, sin originalidad y dividida en ciudades rivales. Incluso en la época clásica (siglo V a. C.) conservaba cierto arcaísmo, como lo demuestran las Leyes de Gortina, una de las ciudades que datan de tiempos minoicos. En ese periodo, Creta no tomó parte en los grandes conflictos bélicos, ni en las Guerras Médicas, ni en la Guerra del Peloponeso, donde únicamente algunos arqueros cretenses acudieron como mercenarios.
Conquistada por Alejandro Magno, a su muerte Creta gozó de cierta independencia respecto a otros reinos helenísticos cercanos, pero tras la decadencia helenística la isla quedó en manos de piratas de origen siciliano, lo que provocó que los romanos la conquistaran en 67 a. C., en una expedición comandada por Cecilio Metelo, y la agregasen como provincia romana. Tras la división del Imperio romano en 395, quedó en manos del Imperio romano de Oriente o Imperio bizantino, lo que devolvió a la isla cierta relevancia, dada su posición clave para el control del mar Egeo.

### Edad Media
Se mantuvo en poder del Imperio bizantino, en el que desempeñó un papel estratégico cuando comenzaron las conquistas musulmanas en el siglo VII. Dos siglos más tarde, en 826, cayó en poder de un grupo de musulmanes andalusíes, que fundaron la base fortificada de «Jandak» (Candía), desde la que hostigaron a los bizantinos.
Parece ser que los musulmanes andalusíes (según Al Nuwaryri, Nihayat al Arab II; p. 274) fueron los cordobeses que, a consecuencia del motín del arrabal, fueron desterrados a Alejandría en 813/4 y allí lograron hacerse dueños de la ciudad. En ella se presentó Abdalah ibn Táhir, según se narró en la historia de la dinastía abasí, en los días del califa Al-Mamún ibn Al-Rashid, que les expulsó de Alejandría y los trasladó a Creta en 826. Los cordobeses cultivaron la isla, proclamaron Emir a Abu Hafs Umar al-Iqritishi(Al-Balluti) y armaron hasta cuarenta barcos con los que asaltaron las islas cercanas, próximas a Constantinopla. Penetraban en las islas, cogían cautivos, sin que el emperador de Constantinopla pudiese evitarlo.
El dominio musulmán duró hasta 961, cuando el emperador Nicéforo Focas reconquistó la isla, inaugurando una época de paz y estabilidad que favoreció su desarrollo económico. Cuando Bizancio cayó en manos de los cruzados en 1204, acontecimiento con el que comenzó el llamado Imperio latino, la isla fue adjudicada a Bonifacio de Montferrato, quien rápidamente la vendió a Venecia, que la convirtió en el punto estratégico clave de sus intereses en el Mediterráneo oriental y la poseyó hasta mediados del siglo XVII.

### Edad Moderna

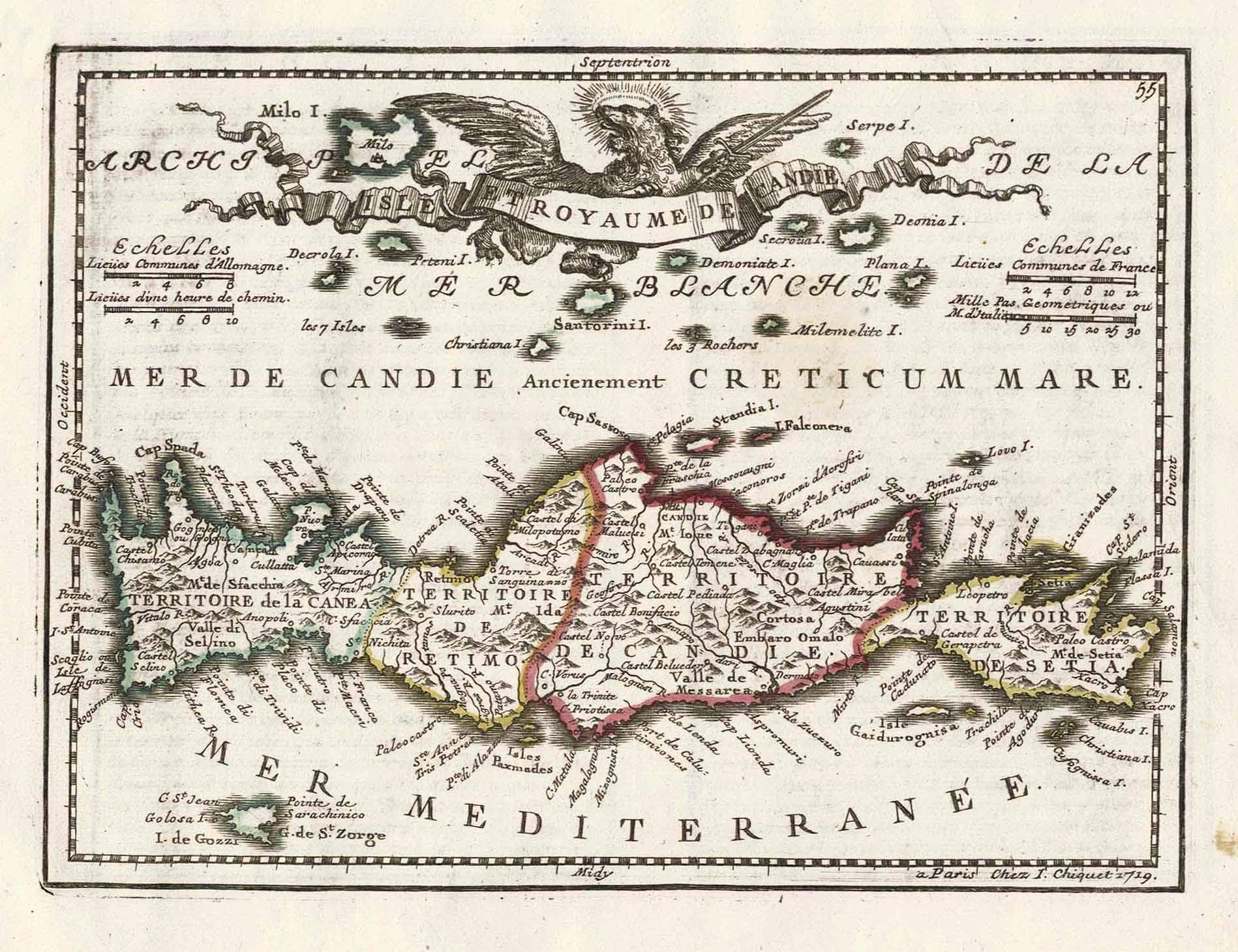
Mapa de Creta de 1719

Desde el siglo XV, Venecia hubo de enfrentarse al expansionismo otomano, al que contuvo hasta que en 1645 los turcos desembarcaron en la isla iniciando su conquista ocupando La Canea y Candia tras un largo asedio en 1669, cuando los últimos reductos venecianos sucumbieron durante la guerra turco-veneciana (1714-1718). Se inició para Creta un nuevo periodo de declive.

### Edad Contemporánea
El declive que se inició con la completa dominación otomana, estuvo jalonado por revueltas que estallaron a finales del siglo XVIII y principios del XIX. Durante el período de 1832 a 1840 la isla estuvo bajo control del gobierno egipcio y conoció una cierta mejora que no se consolidó al volver a la tutela turca.
Tras el estatuto de 1868, respaldado por el congreso de Berlín de 1878, y a consecuencia de una nueva revuelta de la población griega, se firmó el «Pacto de Halepa» que supuso un cierto avance hacia la autonomía y un gobierno representativo, bajo la supervisión de las potencias europeas. Sin embargo, la mala gestión de las autoridades turcas encabezadas por el gobernador Turhan Pashë Përmeti provocó en 1897 un nuevo levantamiento, esta vez general, que contó con el apoyo militar de Grecia. Aunque el levantamiento acabó siendo aplastado, la intervención de las grandes potencias obligó a las tropas turcas a abandonar la isla en 1898 y a concederle el estatuto de principado autónomo, regido por el príncipe Jorge de Grecia, bajo soberanía otomana. A cambio, Grecia hubo de renunciar a sus aspiraciones con respecto a Creta.
En 1905 se produjo una nueva revuelta que aspiraba a la unión con Grecia, liderada por Eleftherios Venizelos, que culminó en la expulsión del príncipe Jorge. 
En 1908, los diputados cretenses proclamaron la unión con la Grecia continental. Dicha unión no se formalizó hasta el final de las Guerras Balcánicas en 1913, momento desde el que Creta forma parte del Estado griego.
Durante la Segunda Guerra Mundial, la isla fue escenario de la batalla de Creta.

## Geografía

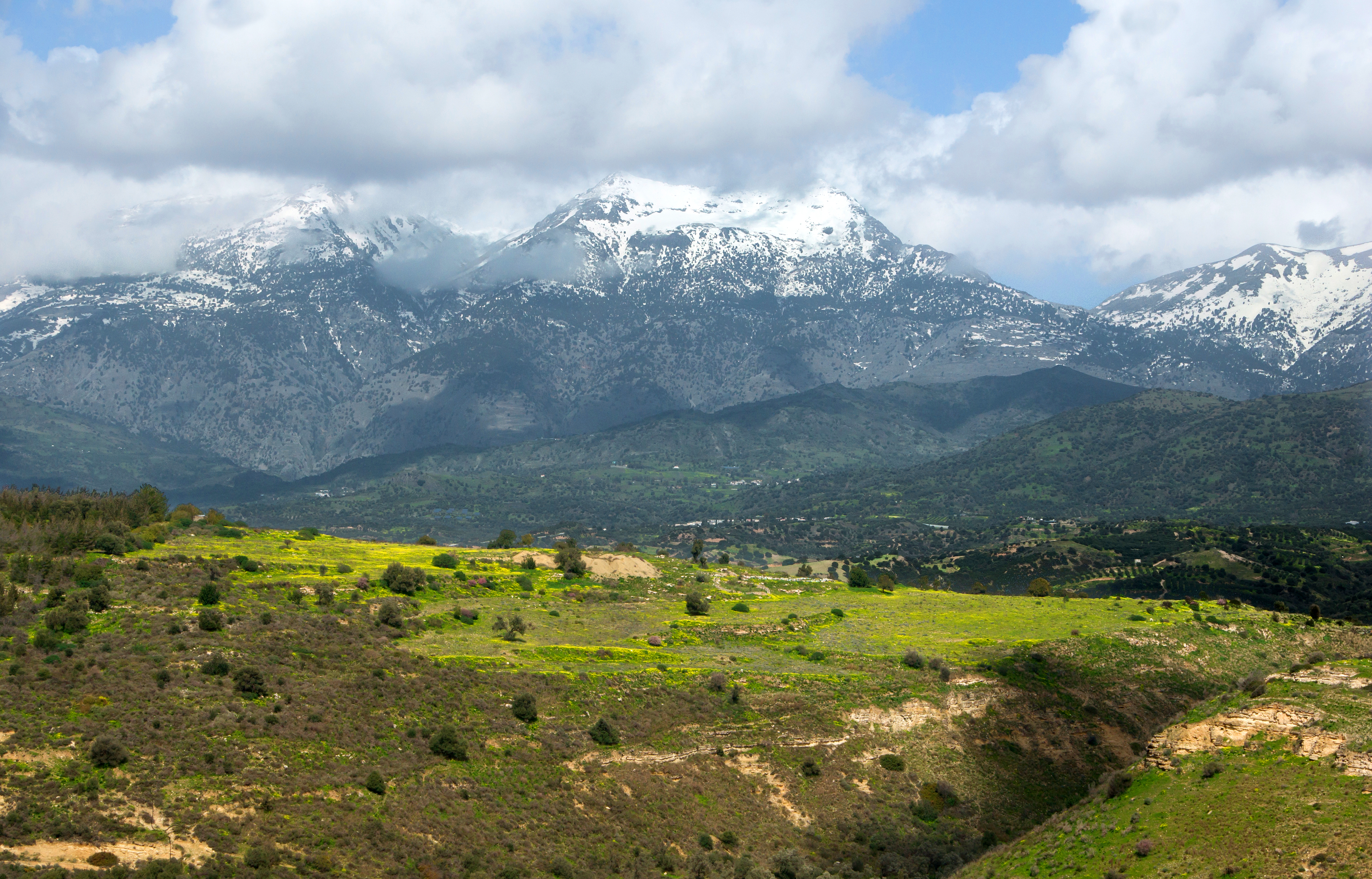
Monte Ida

La isla de Creta está situada en el mar Mediterráneo oriental, en el extremo sur del mar Egeo y no muy distante del litoral de Egipto. Presenta cotas de altitud sobre el nivel del mar cercanas a los 2500 metros en el monte Ida (2460 metros) y en Léfka Óri o Montañas Blancas (2452 metros en el monte Pachnes) y una altitud media de más de 200 metros en gran parte de su superficie.
Su relieve está configurado, en gran medida, por la actividad sísmica, causante de sus 1040 kilómetros de recortadas costas y de sus llanuras fragmentadas. Su río más importante es el Mesara. Entre sus golfos sobresalen el de Mira Bello (Mirampéllou), el Chanión (Khanión) y las bahías de Mesara y de Almyroú. Sus cabos más importantes son el Spátha (Ákra Spánta), el Líthinon (Ákra Lithino), el Stavros y el Sideros (Ákra Sideros).
Antiguamente se conocía con el nombre de Candía, topónimo que deriva del griego Chandax, y éste del árabe Rabḍ al-Ḫandaq (referido a la ciudad de Herakleion en la época del Emirato de Creta).[cita requerida]

### Clima

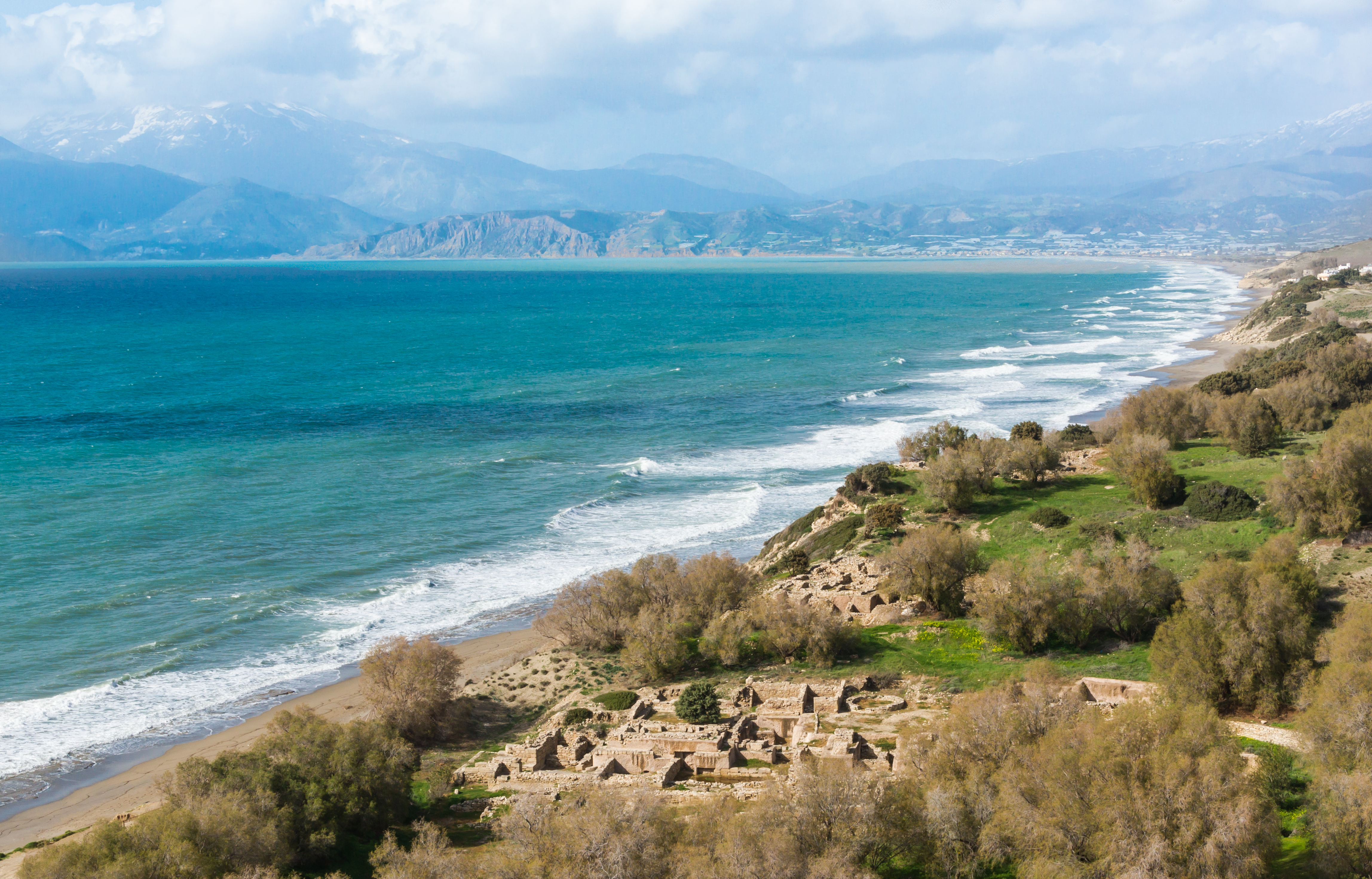
Línea de costa en el sur de la isla

El clima es mediterráneo con divergencias entre el norte, más húmedo que el sur debido a la menor incidencia de los rayos solares (vertiente de umbría al norte y de solana al sur). La zona oeste (vertiente de barlovento) también es más húmeda que la oriental. La forma alargada de la isla (265 kilómetros de longitud) origina un déficit hídrico en la zona oriental, que se encuentra a sotavento de los vientos del oeste.
Creta se extiende  entre dos zonas climáticas, la mediterránea y la semiárida. Como tal, el clima de Creta es principalmente un clima mediterráneo estival cálido (Csa), mientras que algunas zonas del sur y el este tienen un clima semiárido cálido (clasificación climática de Köppen: BSh). Las zonas más elevadas pertenecen a la categoría de clima mediterráneo estival cálido (Csb), mientras que las cumbres montañosas (>2.000 metros) pueden presentar un clima mediterráneo estival frío (Csc) o un clima continental (Dfb o Dfc).
La atmósfera puede ser bastante húmeda, dependiendo de la proximidad del mar, mientras que el invierno es bastante suave. Las nevadas son frecuentes en las montañas entre noviembre y mayo, pero escasas en las zonas bajas. Mientras que algunas cimas de las montañas están cubiertas de nieve durante la mayor parte del año, cerca de la costa la nieve permanece en el suelo durante unos minutos u horas. Sin embargo, en febrero de 2004 se produjo una ola de frío excepcional que cubrió de nieve toda la isla. Durante el verano cretense, las temperaturas medias oscilan entre los 20 y los 30 grados centígrados, con máximas de entre 30 y 40 grados.

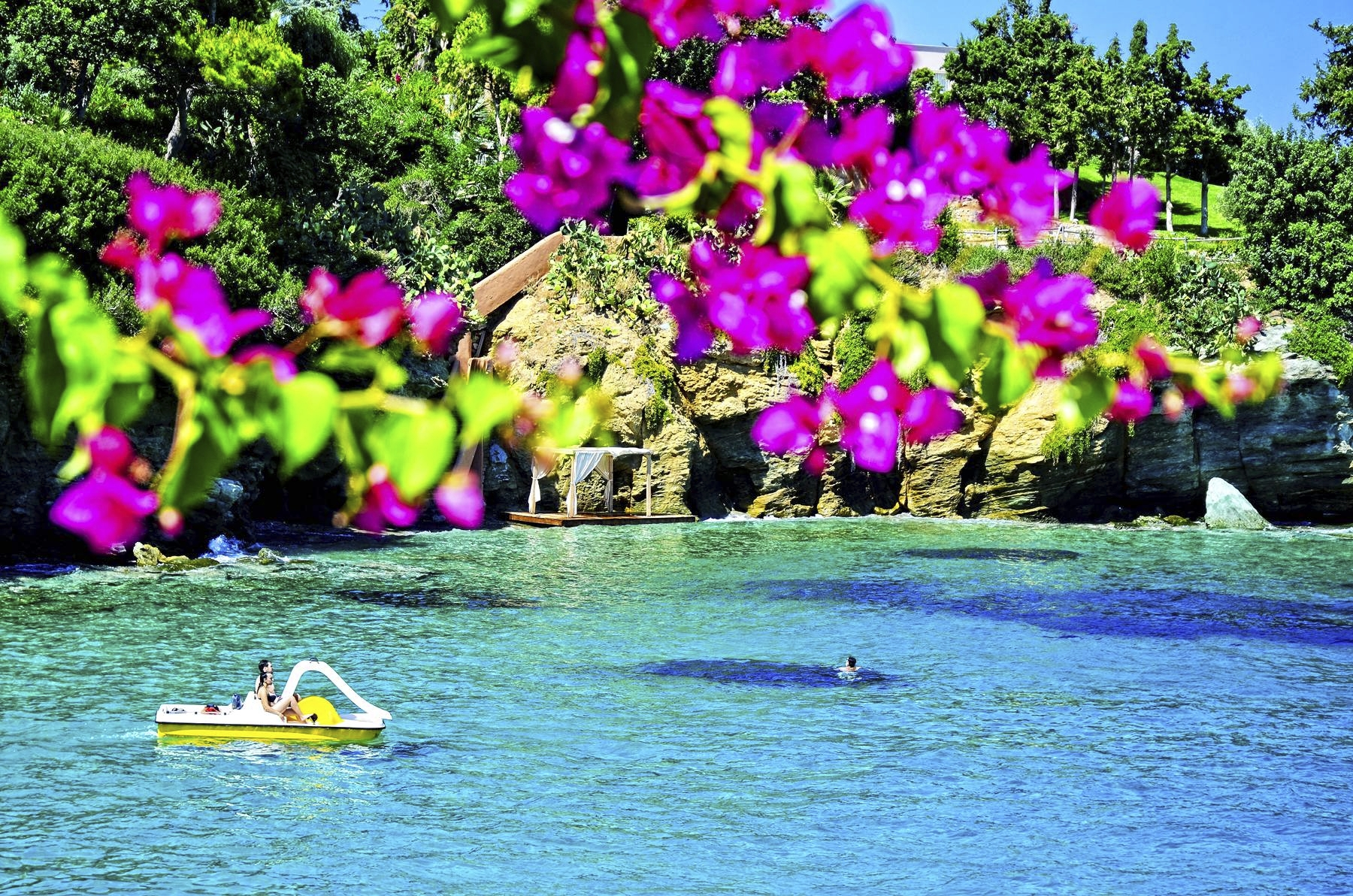
Bahía de Agia Pelagia

La costa sur, que incluye la llanura de Mesara y las montañas de Asterousia, pertenece a la zona climática norteafricana, y disfruta de muchos más días soleados y altas temperaturas durante todo el año. Allí, las palmeras datileras dan sus frutos y las golondrinas permanecen todo el año en lugar de emigrar a África. La fértil región de Ierapetra, en el extremo sureste de la isla, tiene producción agrícola todo el año, con verduras y frutas de verano producidas en invernaderos durante todo el invierno Creta occidental (provincia de Chania) recibe más lluvias y sus suelos sufren más erosión que los de la parte oriental.
Según el Servicio Meteorológico Nacional Helénico, el sur de Creta recibe la mayor cantidad de sol de Grecia, con más de 3.257 horas de sol al año.

### Vegetación
La vegetación es la típica del clima mediterráneo, aunque muy degradada por la acción humana. Entre la vegetación arbórea se cuentan el ciprés y el castaño; en la arbustiva, las plantas aromáticas típicas del clima: salvia, tomillo y orégano.

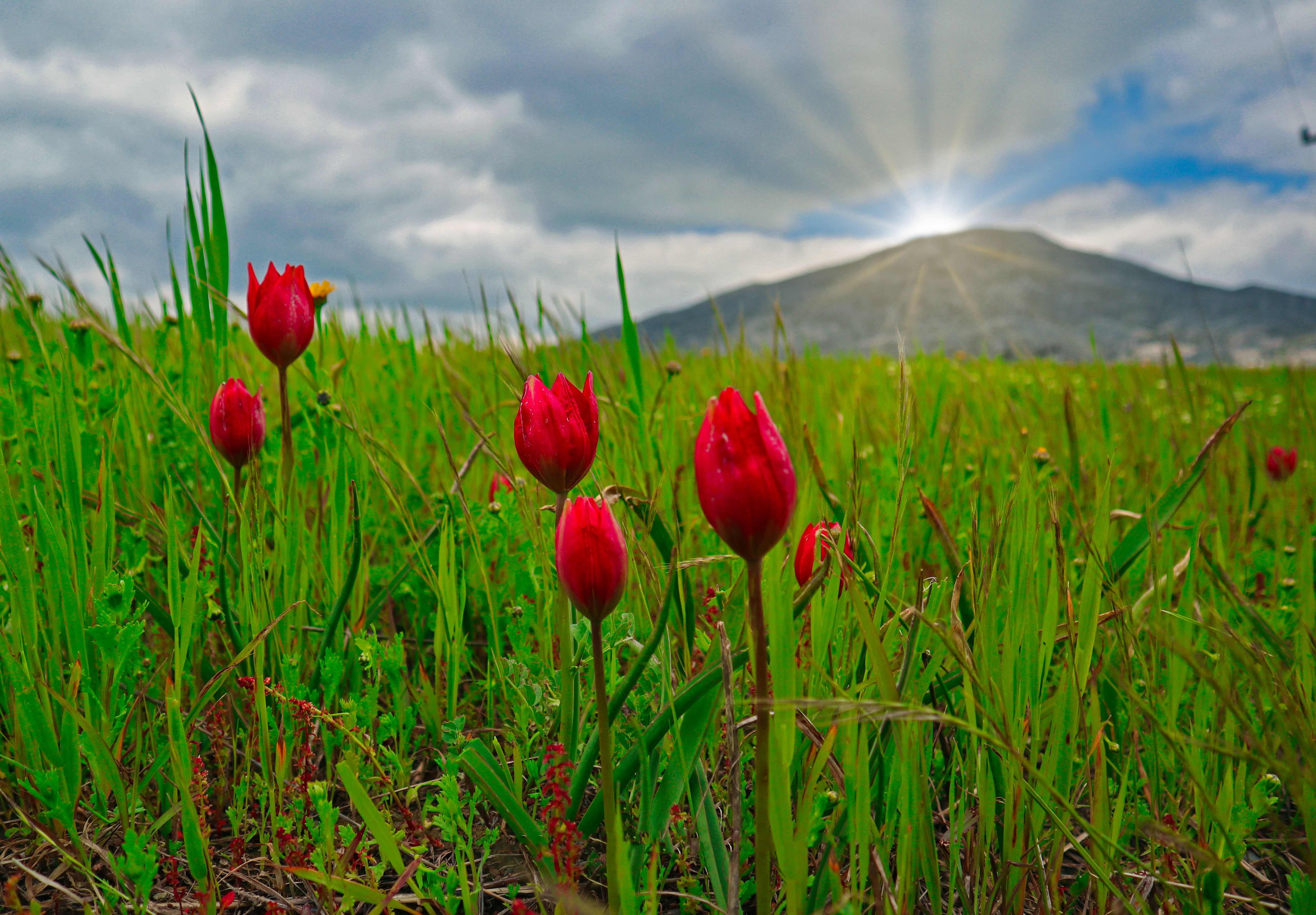
La Tulipa orphanidea es una especie de planta que se puede encontrar en Creta

También están presentes enebros, retamas, adelfas y pinos de Calabria (Pinus brutia), así como arces de Creta (Acer sempervirens), madroños (Arbutus unedo), y plátanos (Platanus orientalis). Entre las especies botánicas singulares de Creta también puede destacarse la palmera datilera de Creta Phoenix theophrasti, cuya población más importante se localiza en el palmeral costero de Vai, en la zona oriental de la isla, que se considera el palmeral natural más extenso de Europa. En la Antigüedad, fue llamada «la isla de los olivos», por la gran extensión de estos árboles y su cultivo.
Hasta el siglo XVII, Creta estaba cubierta por densos bosques Incluso hoy, a pesar de miles de años de colonización y de la sequía estival, la flora cretense es muy rica en especies, con unas 170 especies de plantas endémicas que prosperan sólo aquí. El gran número de plantas con flores es especialmente llamativo en primavera. Es típica de la isla la presencia de numerosas hierbas aromáticas como el tomillo, la salvia griega, la menta de montaña thymbra, el orégano y el diptamus dost, que se encuentran en las grandes altitudes de las cordilleras.
Para la vegetación típica de las zonas de pastoreo de cabras y ovejas, véanse Phrygana y Macchie.
Creta alberga un gran número de neófitos, especies vegetales que sólo se hicieron autóctonas de la isla gracias a la intervención humana, intencionada o no. Algunas de estas especies se han convertido en características del paisaje:

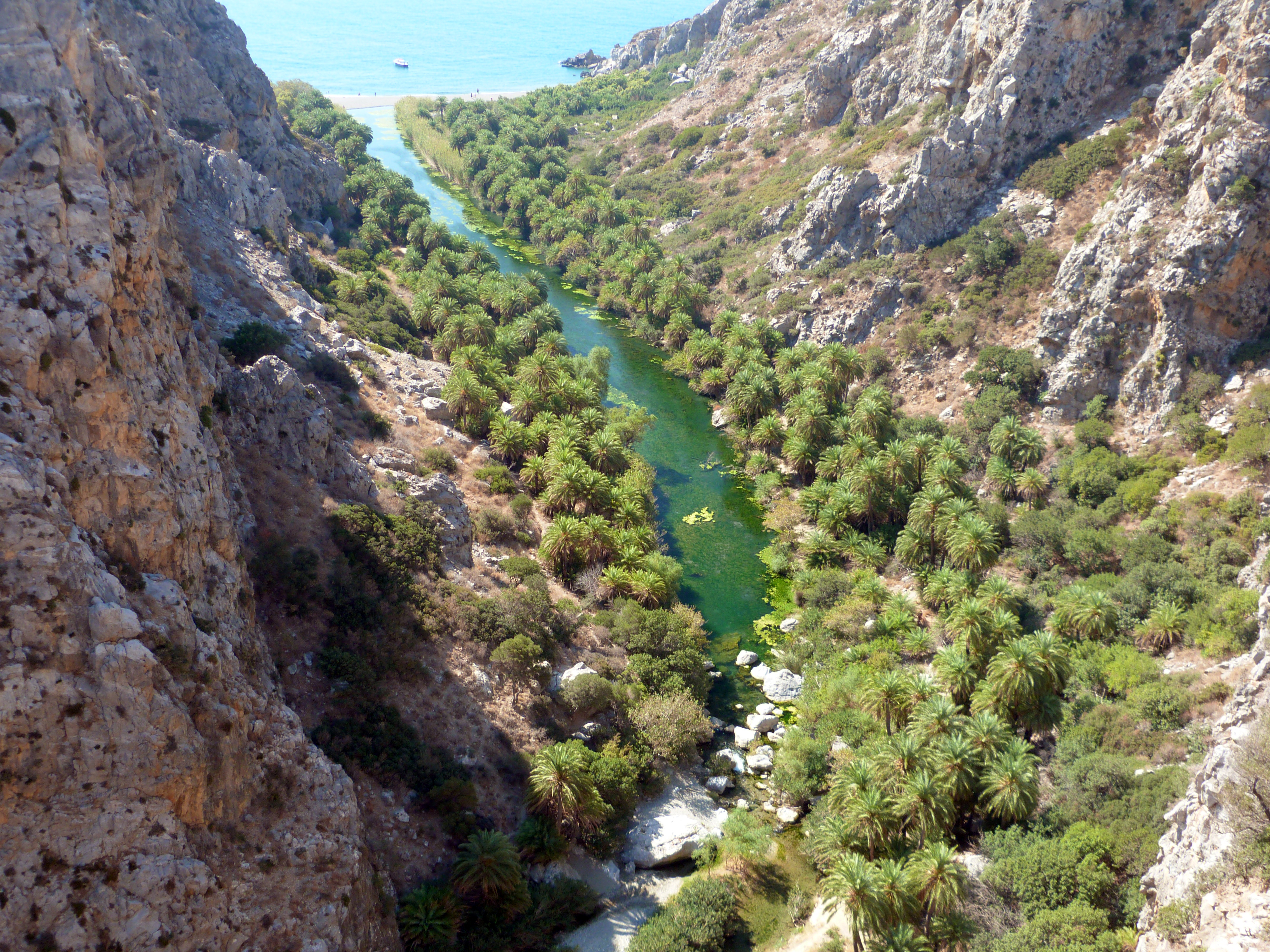
Vegetación de Agios Vasileios

En invierno y primavera, amplias zonas de Creta se cubren de una alfombra de acedera (Oxalis pes-caprae). Esta planta parecida al trébol se encontró por primera vez en una isla griega en 1883, procedente de Sudáfrica.
La flor del mediodía, de color rojo o amarillo, que suele verse en laderas rocosas y muros cerca del mar, también es originaria de Sudáfrica. Se cultivó por primera vez como estabilizadora del suelo y planta ornamental.
El agave americana, que se encuentra por todas partes en Creta, también se introdujo por primera vez como planta ornamental. La planta centroamericana encontró aquí unas condiciones climáticas ideales y se volvió silvestre.
La Opuntia ficus-indica, también originaria de América Central, pudo extenderse por todo el Mediterráneo. Se introdujo como planta ornamental y por sus frutos comestibles.
El árbol milagroso, el árbol de los dioses y el tabaco azul verdoso tampoco eran originarios de Creta. Se calcula que alrededor de un tercio de todas las especies vegetales de la isla se han naturalizado desde los primeros asentamientos humanos, de las cuales unas 80 se han introducido recientemente.
Las cadenas montañosas de las Montañas Blancas (Lefka Ori) y las Montañas de Ida aún están parcialmente arboladas con pinos calabreses (Pinus brutia), restos de cipreses (Cypressus sempervirens) y carrascas. Creta oriental, en cambio, es una de las regiones más áridas y secas de Europa. Aparte de algunos olivos cultivados, sólo crecen las plantas esféricas de la frigánea, robustas y resistentes a la sequía.

Otros árboles frecuentes son el algarrobo y los plátanos de hoja caduca a lo largo de los arroyos. Una especialidad es la palmera datilera cretense (Phoenix theophrasti), que se puede encontrar en algunos lugares de la costa sur y en el extremo oriental, en la playa de palmeras de Vai.

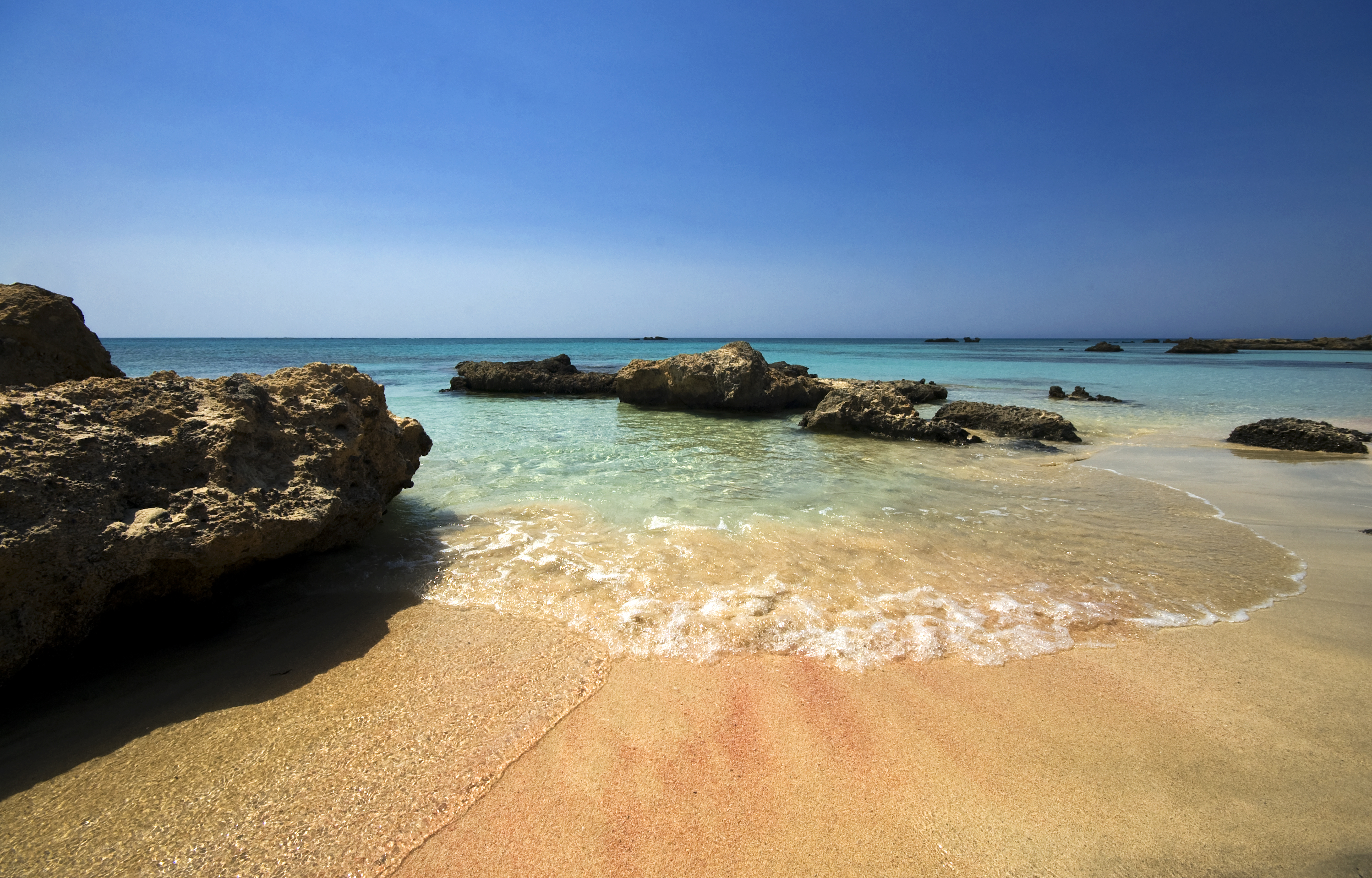
La isla de Elafonisi posee 1,5 kilómetros cuadrados un tamaño comparable al de un poco menos que Mónaco

### Islas cercanas
Un gran número de islas, islotes y rocas abrazan la costa de Creta. Muchas son visitadas por turistas, otras sólo por arqueólogos y biólogos. Algunas están protegidas medioambientalmente. Una pequeña muestra de las islas incluye:
- Gramvousa (Kissamos, Chania) la isla pirata frente a la laguna de Balo
- Elafonisi (Chania), en donde se conmemora un naufragio y una masacre otomana
- La isla de Chrysi (Ierapetra, Lasithi), que alberga el mayor bosque natural de Juniperus macrocarpa de Europa
- La isla de Paximadia (Agia Galini, Rethymno), donde nacieron el dios Apolo y la diosa Artemisa
- El fuerte veneciano y la leprosería de Spinalonga, frente a la playa y las aguas poco profundas de Elounda (Agios Nikolaos, Lasithi)
- Las islas Dionisíades que se encuentran en una región protegida medioambientalmente junto con el bosque de palmeras de Vai en el municipio de Sitia, LasithiMonte Ida en Creta

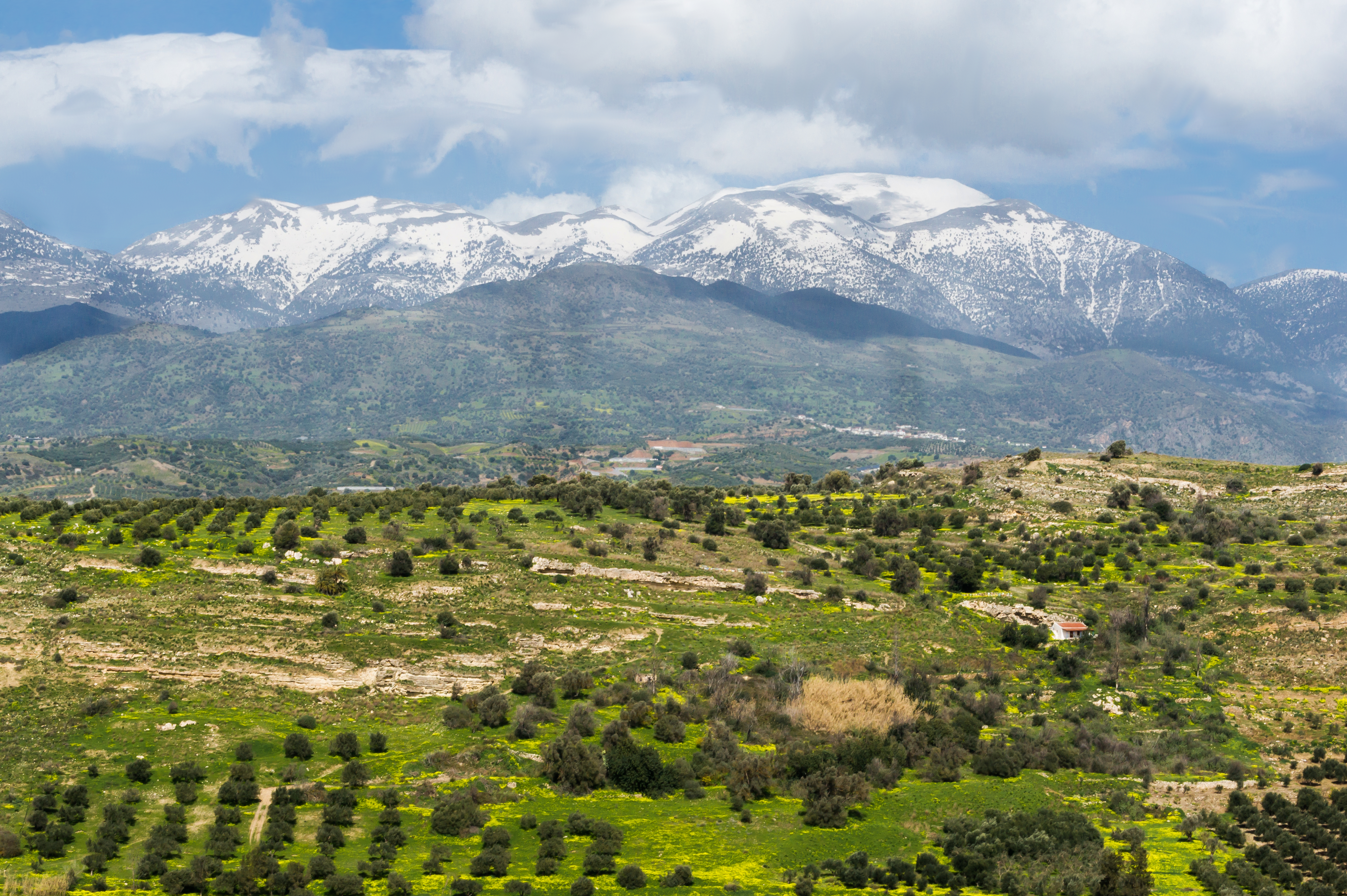
Monte Ida en Creta

- Frente a la costa sur, la isla de Gavdos se encuentra a 26 millas náuticas (48 km) al sur de Hora Sfakion y es el punto más meridional de Europa

### Montañas y Valles
Creta es montañosa, y su carácter se define por una alta cordillera que cruza de oeste a este, formada por seis grupos diferentes de montañas:
- Las Montañas Blancas o Lefka Ori 2.453 m (8.048 pies)
- La cordillera Idi (Psiloritis) 2.456 m
- Montañas Asterousia 1.231 m (4.039 pies)
- Kedros 1.777 m (5.830 pies)
- Paisaje en la Península de Rodopos, CretaLos montes Dikti 2.148 m
- Thrypti 1.489 m (4.885 pies)

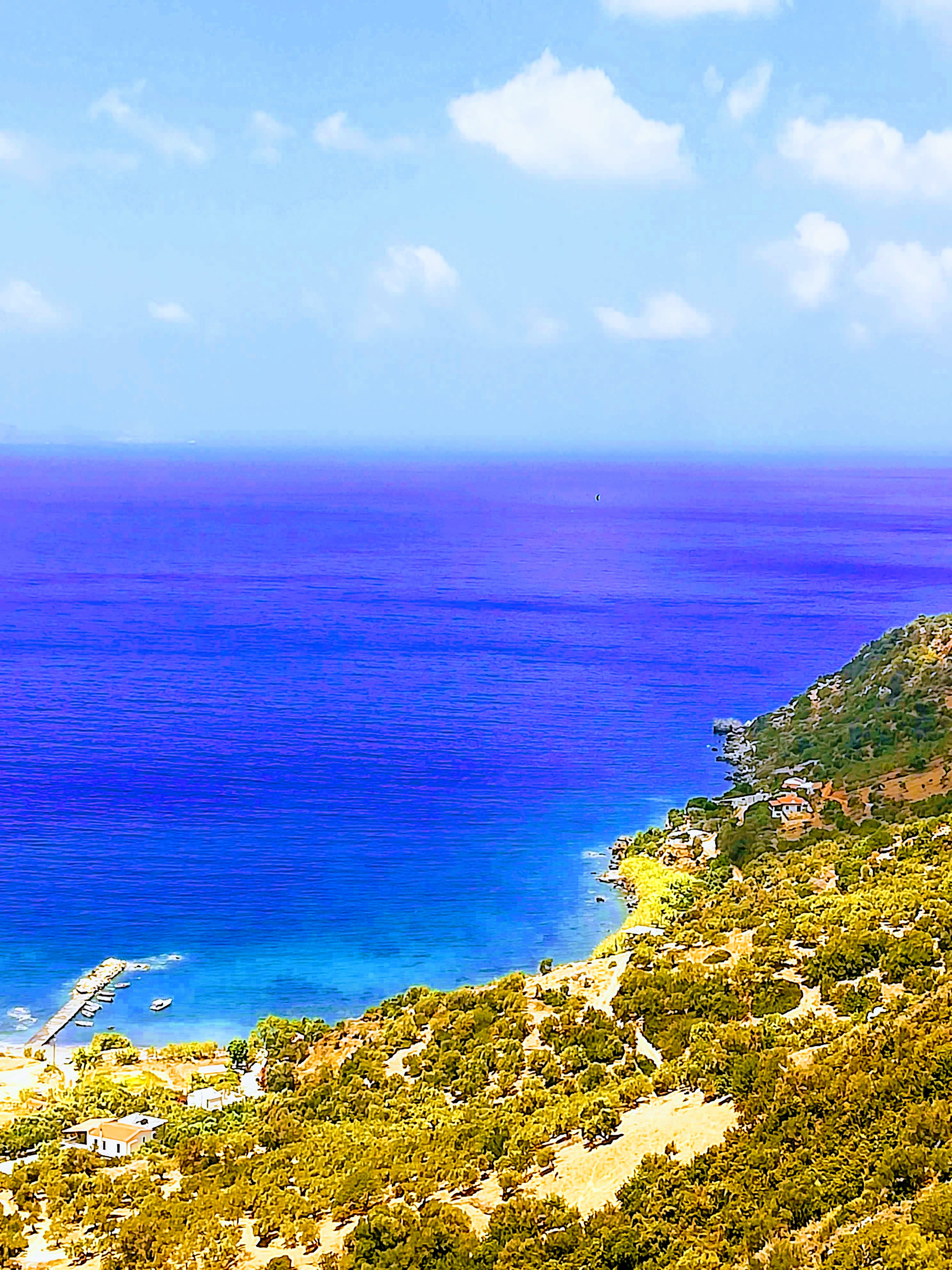
Paisaje en la Península de Rodopos, Creta

Estas montañas colman Creta de valles, como el de Amari; fértiles mesetas, como las de Lasithi, Omalos y Nidha; cuevas, como las de Gourgouthakas, Diktaion e Idaion (lugar de nacimiento del antiguo dios griego Zeus); y numerosos desfiladeros.
Las montañas se han considerado un rasgo clave del carácter distintivo de la isla, sobre todo desde la época de los escritos de los viajeros románticos. Los cretenses contemporáneos distinguen entre montañeses y habitantes de las tierras bajas; los primeros suelen afirmar que residen en lugares que ofrecen un entorno climático y moral más elevado o mejor.
En consonancia con el legado de los autores románticos, se considera que las montañas han determinado la "resistencia" de sus residentes a los invasores del pasado, lo que se relaciona con la idea, a menudo encontrada, de que los habitantes de las tierras altas son "más puros" en términos de menos matrimonios mixtos con los ocupantes. Para los habitantes de las zonas montañosas, como Sfakia en Creta occidental, la aridez y la rocosidad de las montañas se enfatiza como un elemento de orgullo y a menudo se compara con las supuestas montañas de suelo blando de otras partes de Grecia o del mundo.

### Morfología
La isla tiene forma alargada: abarca 260 km de este a oeste, mide 60 km en su punto más ancho y se estrecha hasta 12 km (cerca de Ierapetra). Creta tiene una superficie de 8.336 kilómetros cuadrados (un tamaño comparable al del doble de Cabo Verde o la Polinesia Francesa) y un litoral de 1.046 km; al norte, el mar de Creta (griego: Κρητικό Πέλαγος); al sur, el mar de Libia (griego: Λιβυκό Πέλαγος); al oeste, el mar de Myrtoan, y hacia el este, el mar de los Cárpatos. Se encuentra a unos 160 km (99 mi) al sur de la Grecia continental.

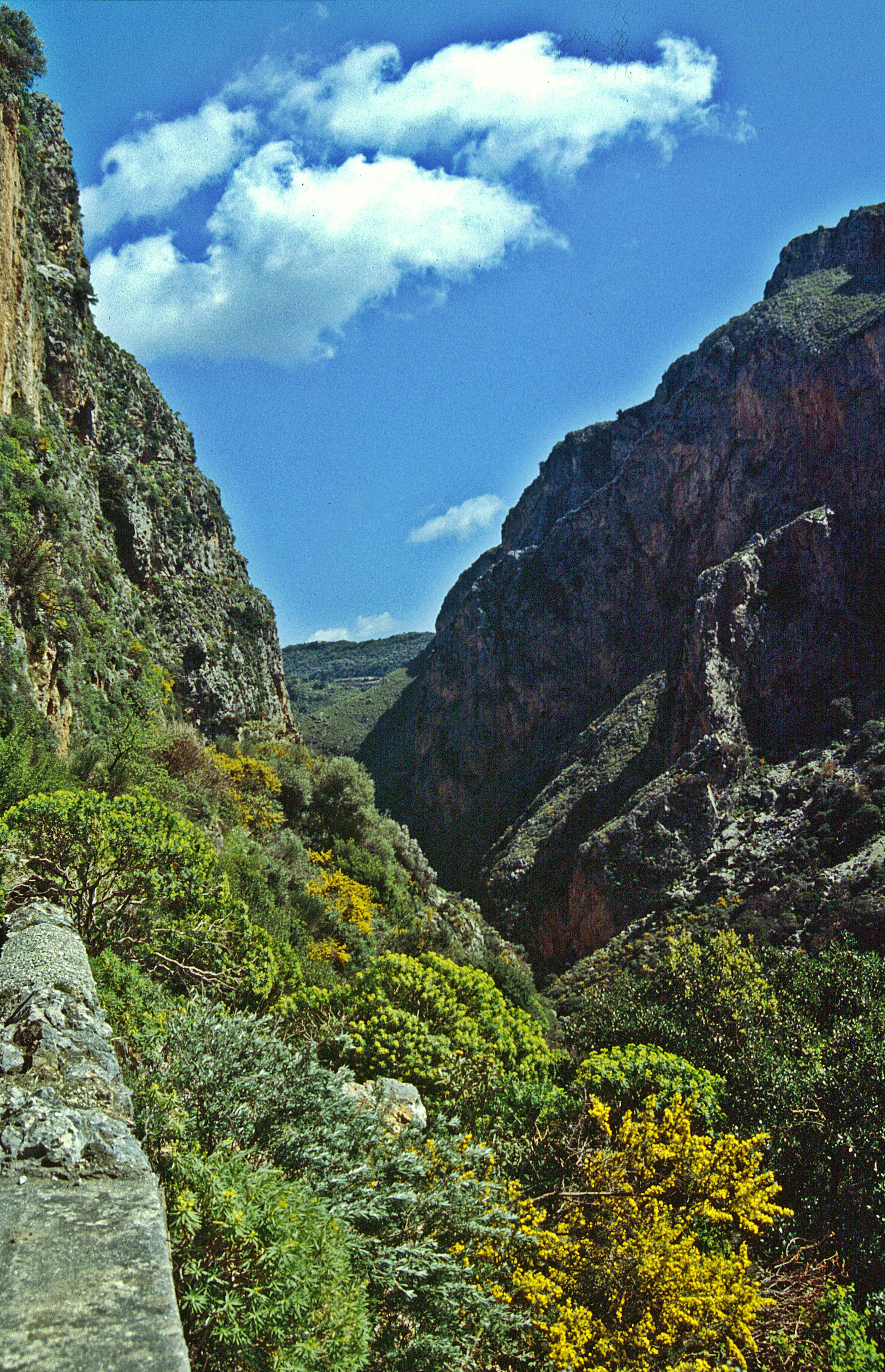
Desfiladero de Topolia

Hay una serie de penínsulas y golfos en el lado norte de Creta, de oeste a este estos incluyen: La península de Gramvousa, el golfo de Kissamos, la península de Rodopos, el golfo de Chania, la península de Akrotiri, la bahía de Souda, el cabo de Apokoronas, el golfo de Almiros, el golfo de Heraklion, el cabo de Aforesmenos, el golfo de Mirabello, el golfo de Sitia y la península de Sideros. En el lado sur de Creta se encuentra el golfo de Messaras y el cabo Lithinon.

### Geología
El escarpado archipiélago de Creta se encuentra en la placa Egea, no lejos de las zonas más profundas de todo el Mediterráneo, y representa un área levantada del Forearc de la zona de subducción. Toda la región es tectónicamente muy activa. El llamado Arco Griego o Zona de Subducción Helénica, una grieta tectónica de casi 1000 kilómetros de longitud, discurre entre la placa europea que se desplaza hacia el sur y la placa africana que lo hace hacia el norte. Esto hace que la placa africana se deslice bajo la placa europea. Esta zona de subducción se considera el área dominante de terremotos en toda la región continental. Los terremotos pueden producirse constantemente, pero por lo general apenas causan daños significativos. Entre 70 y 150 km al norte se encuentra el Arco de las Cícladas, el arco magmático activo.
Entre 4200 ± 90 a. C. y 3930 ± 90 a. C., el nivel del mar se situó en su punto más bajo conocido (-6,55 ± 0,55 m). Para el Período Proto o Antiguo Palacio (1900-1700 o 1600 a. C.) y el Período Nuevo Palacio de la cultura minoica (1600-1450 a. C.), se pudieron determinar dos niveles, a saber, en -3,95 ± 0,35 m y en -2,70 ± 0,15 m. Entre 1450 y 400 a. C. se produjo un nuevo ascenso hasta -1,25 ± 0,05 m. En 1604, el nivel del mar subió 0,70 metros en muy poco tiempo. Desde entonces ha subido otros 0,55 metros. En el siglo IV, la parte occidental de la isla se elevó 9,15 ± 0,20 metros y la oriental, que también se inclinaba hacia el sureste, 2 metros. La fosa de Spili, a lo largo de la cual se partió la isla, fue creada probablemente por el fuerte terremoto del año 365. Hacia 1600, la parte occidental se hundió 1,25 ± 0,05 metros al mismo tiempo que la parte oriental de la isla.
Entre los Terremotos históricos verificables se pueden mencionar:

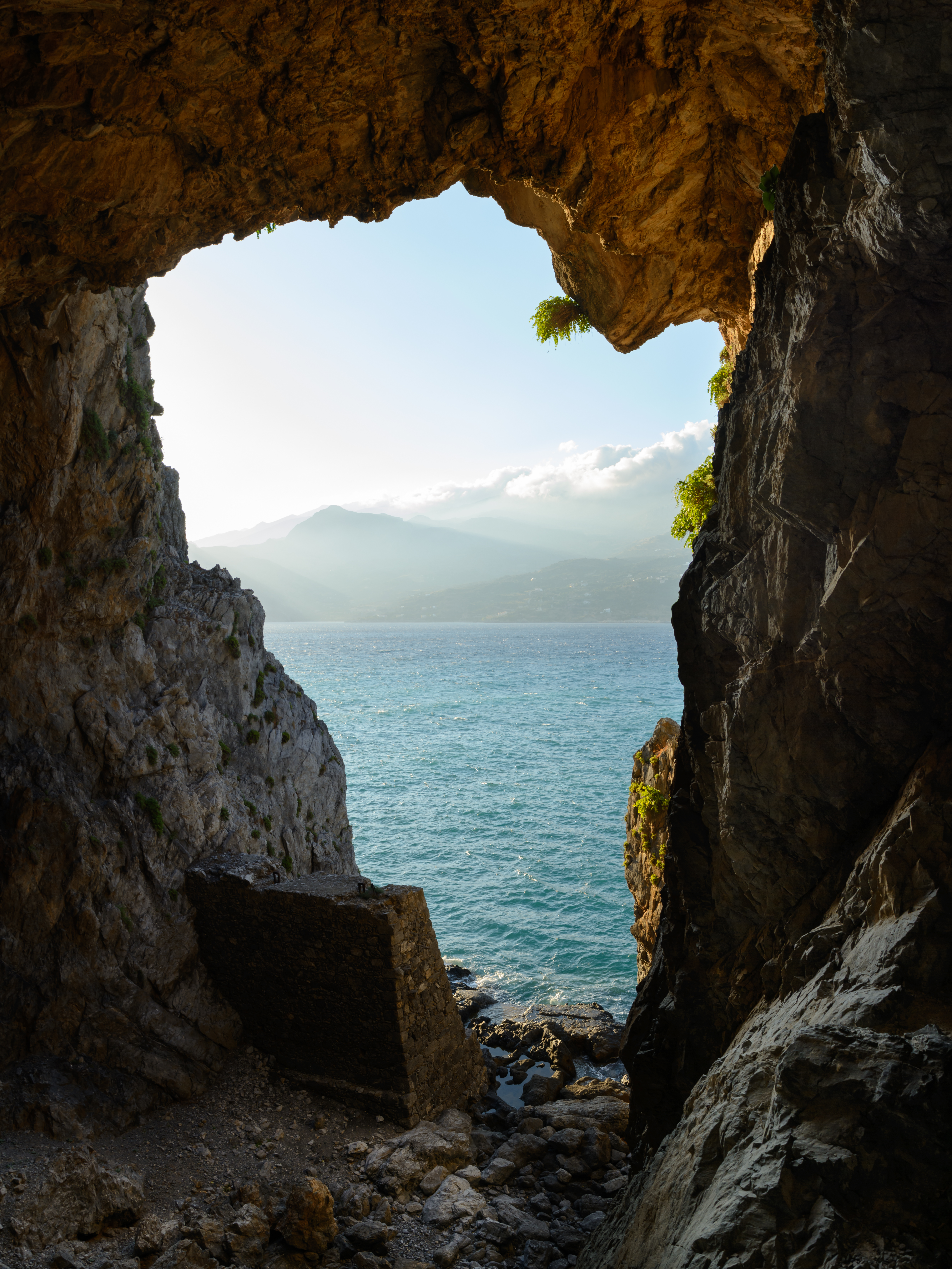
Cueva de Gonates

- Cueva de GonatesDestrucción del palacio de Faistos hacia 1900 a. C.[34]
- Destrucción del primer gran complejo palaciego de Cnosos hacia 1700 a. C.[35]
- Al parecer, terremoto en el período previo a la erupción volcánica de Santorini (hacia 1500 a. C.; más probablemente hacia 1630 a. C.)
- Destrucción del nuevo palacio minoico hacia 1450 a. C.
- Gran terremoto al sur de Creta el 21 de julio de 365 d. C., incluida la destrucción del faro de Alejandría.[36]
- Destrucción de la fortaleza de Kastro (Koules) hacia 1500 d. C.
- Destrucción múltiple y sucesiva de la iglesia de Agios Titos a partir del siglo XV (terremoto sin datación)
- Destrucción de la iglesia de Agios Titos, convertida en mezquita, en 1856.

Ejemplos actuales:
- Magnitud 5,1 en el mar frente a la parte oriental de la isla.[37]
- Magnitud 6,1 en el mar, a 40 kilómetros al noroeste de la costa.
- Magnitud 5,0 en el mar a 97 kilómetros de profundidad y a 105 kilómetros al norte.[38]
- Magnitud 4,5 en el mar, al sur de Ierapetra.
- Magnitud 5,4 en el mar a 175 kilómetros al noreste de Iraklio a una profundidad de 33 kilómetros.[39] (el 7 de febrero de 2004)
- Magnitud 5,3 entre Creta y el Peloponeso a 73 km de profundidad (4 de noviembre de 2004).[40]
- Magnitud 6,7 en el mar a una profundidad de 66 kilómetros a unos 92 kilómetros al noroeste de la isla.
- Magnitud 6,9 en el mar a una profundidad de unos 70 kilómetros al noroeste.[41] (el 8 de enero de 2006)
- Magnitud 4,5 en el mar a unos 90 kilómetros al este de Creta (el 31 de marzo de 2006)
- Magnitud 6,5 en el mar al oeste de la ciudad de Chania a una profundidad de 23 kilómetros.[42] (el 12 de octubre de 2013)
- Magnitud 6,1 en el mar a unos 50 kilómetros al este de Creta a una profundidad de 20 kilómetros.[43] (el 16 de abril de 2015)
- Magnitud 4,9; a 11 kilómetros al noroeste de la ciudad de Gazi en Creta a una profundidad de 75 kilómetros.[44] (el 31 de julio de 2019)
- Magnitud 5,8 a una profundidad de 10,4 kilómetros en Arkalochori (el 27 de septiembre de 2021) con varias réplicas, incluida una magnitud 5,3 a una profundidad de 10,7 kilómetros a unos cuatro kilómetros al oeste de Arkalochori (el 28 de septiembre de 2021).[45]
- Magnitud 6,3 a una profundidad de 9,0 kilómetros, a 32 kilómetros al sureste de Zakros, en el mar (el 12 de octubre de 2021).[46]

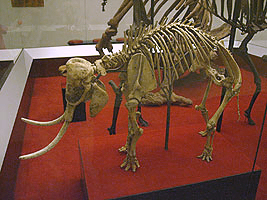
Un esqueleto de elefante enano cretense (Mammuthus creticus).

### Fauna
La fauna cretense es relativamente pobre en especies en comparación con su flora. Los representantes típicos y comunes de la fauna mediterránea son los grillos, las cigarras, los lagartos verdaderos y los murciélagos. El mundo animal está obviamente dominado por diversas razas de cabras y ovejas domesticadas, que pastan desde el mar hasta las regiones de alta montaña.
En la prehistoria y hasta el Neolítico, en Creta había muchas más especies de grandes mamíferos endémicos. Se han encontrado huesos del mamut pigmeo de Creta, de una especie de hipopótamo y de varias especies de ciervos, entre otros. Los restos de un insectívoro de gran tamaño también se encuentran entre los fósiles. Sin embargo, no hay pruebas de la presencia de grandes mamíferos depredadores, como osos, grandes felinos o cánidos, por lo que la presión de selección más importante para los herbívoros fue probablemente la escasez de alimentos. Por tanto, hay razones para suponer que Creta era tan pastoreada por animales domésticos antes de ser colonizada por el hombre como después. Algunos autores concluyen de ello que la génesis del paisaje cretense actual no está tan fuertemente influida por el hombre como suele suponerse. Según esta teoría, la isla casi completamente boscosa de la que habla Platón, que supuestamente degeneró más tarde en un "paisaje en ruinas" debido a la sobreexplotación humana, nunca existió en tiempos históricos

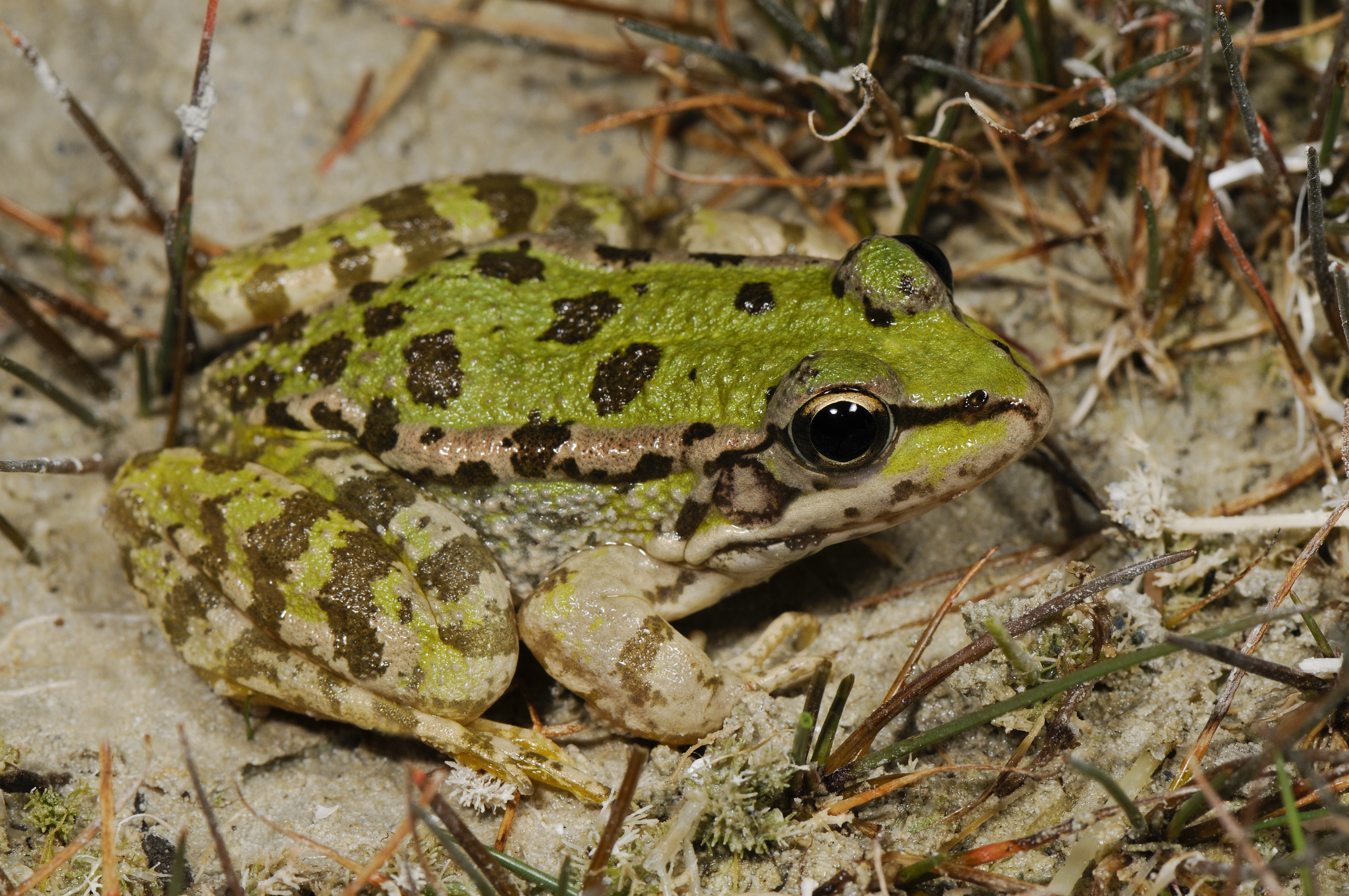
La rana cretense Pelophylax cretensis endémica de la isla

La muy rara cabra salvaje cretense endémica (también conocida como Agrimi o Kri-Kri) sólo puede encontrarse en un hábitat natural en las Montañas Blancas (Lefka Ori). Desde 1928, se ha intentado reubicar parte de la población en islas rocosas deshabitadas (por ejemplo, en Dia, situada frente a Iraklio). Es de suponer que los agrimi no son una especie originaria de Creta, sino descendientes de animales liberados en la naturaleza durante los primeros periodos de colonización humana.
Los mamíferos más comunes de Creta son el ratón espinoso cretense, la musaraña etrusca y doce especies diferentes de murciélagos. El erizo de pecho blanco está amenazado por el uso de pesticidas, mientras que la liebre cretense se ha vuelto rara debido a la caza excesiva. Otros mamíferos terrestres salvajes son la garduña, la comadreja, el lirón careto y el tejón cretense.
Sorprendentemente, en 1996 se capturó un ejemplar de gato montés cretense, que antes se creía extinguido. La foca monje del Mediterráneo también está muy amenazada; se dice que los últimos ejemplares que quedan viven cerca de las islas Paximadia y en las costas del sudeste de Creta.

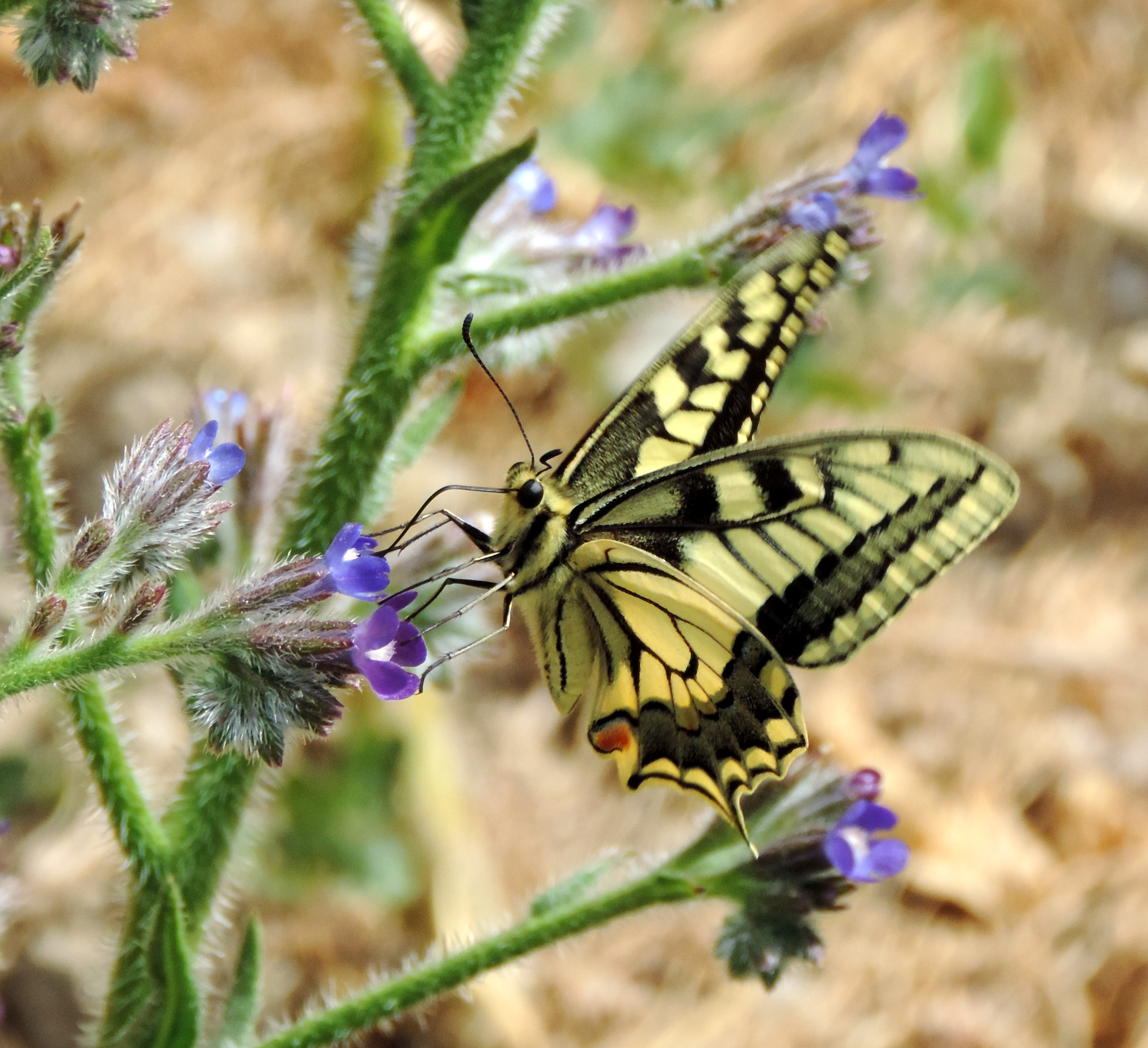
Una mariposa cometa macaón (Papilio machaon) en Creta

Además de las especies de aves autóctonas de Creta, la isla sirve de escala a muchas aves migratorias en su camino de África al norte de Europa. Algunas especies orientan su ruta de vuelo a lo largo del curso de ciertos desfiladeros de Creta.
En apartadas regiones montañosas y desfiladeros del Lefka Ori, aún crían algunas parejas del ahora muy raro quebrantahuesos, que solía ser cazado sin piedad debido a su mala imagen como devorador de corderos (de ahí el nombre erróneo de "quebrantahuesos"). Los "hueseros" que crean se han vuelto tan raros como las propias aves. Aún más comunes que el quebrantahuesos son los buitres leonados, igualmente grandes, que a menudo pueden verse sobrevolando en círculos las laderas de las montañas o los barrancos. Se alimentan principalmente de ovejas y cabras que han caído de laderas escarpadas. Casi la mitad de la población estimada de esta especie de buitre para toda Grecia vive en Creta. Otra especie de ave rapaz que raramente se encuentra en Creta es el águila pescadora, sobre todo en la costa sur, alrededor de Lendas. En cambio, los ratoneros y los cernícalos son muy comunes, mientras que los halcones de Eleonor, los halcones peregrinos, las águilas reales y las águilas perdiceras también son raras. De los cazadores nocturnos, el autillo es el más común.
Además de varias especies de lagartos y serpientes no venenosas (culebra leopardo, culebra de los dados, culebra de afeitar de los Balcanes), también hay una especie de serpiente venenosa en Creta. Se trata de la culebra gato europea (Telescopus fallax), pero es inofensiva para el ser humano, ya que sus colmillos venenosos están tan profundamente en la garganta que sólo pueden usarse contra su presa.

Un cangrejo de agua dulce levantino (Potamon potamios) en Creta

Las dos especies de lagartos más comunes son el lagarto esmeralda gigante occidental y el lagarto de pared de las Cícladas, mucho más pequeño. También hay varias especies de salamanquesas (por ejemplo, la salamanquesa de pared), el eslizón rodante y el camaleón europeo, que no se descubrió hasta la década de 1930. En Creta no hay tortugas terrestres, pero algunos de los arroyos que también llevan agua en verano están poblados por la tortuga de arroyo del Caspio (Mauremys rivulata). Una especie marina digna de mención es la tortuga carey, muy amenazada, que utiliza algunas playas cretenses (incluidas Matala y Komos) para desovar.
Entre los anfibios destacan la rana arborícola, la rana marina y el sapo verde, que pueden encontrarse en zonas con agua estancada o corriente.
Sólo el filo de los artrópodos, especialmente insectos, arácnidos y ciempiés, está ricamente representado. Los escorpiones (por ejemplo, Euscorpius carpathicus, Mesobuthus gibbosus, Iurus dufoureius) también son relativamente comunes, tanto cerca del mar como en el interior.
Los grillos y las cigarras son tan comunes que en algunos lugares su canto nocturno puede hacer imposible el entretenimiento al aire libre.

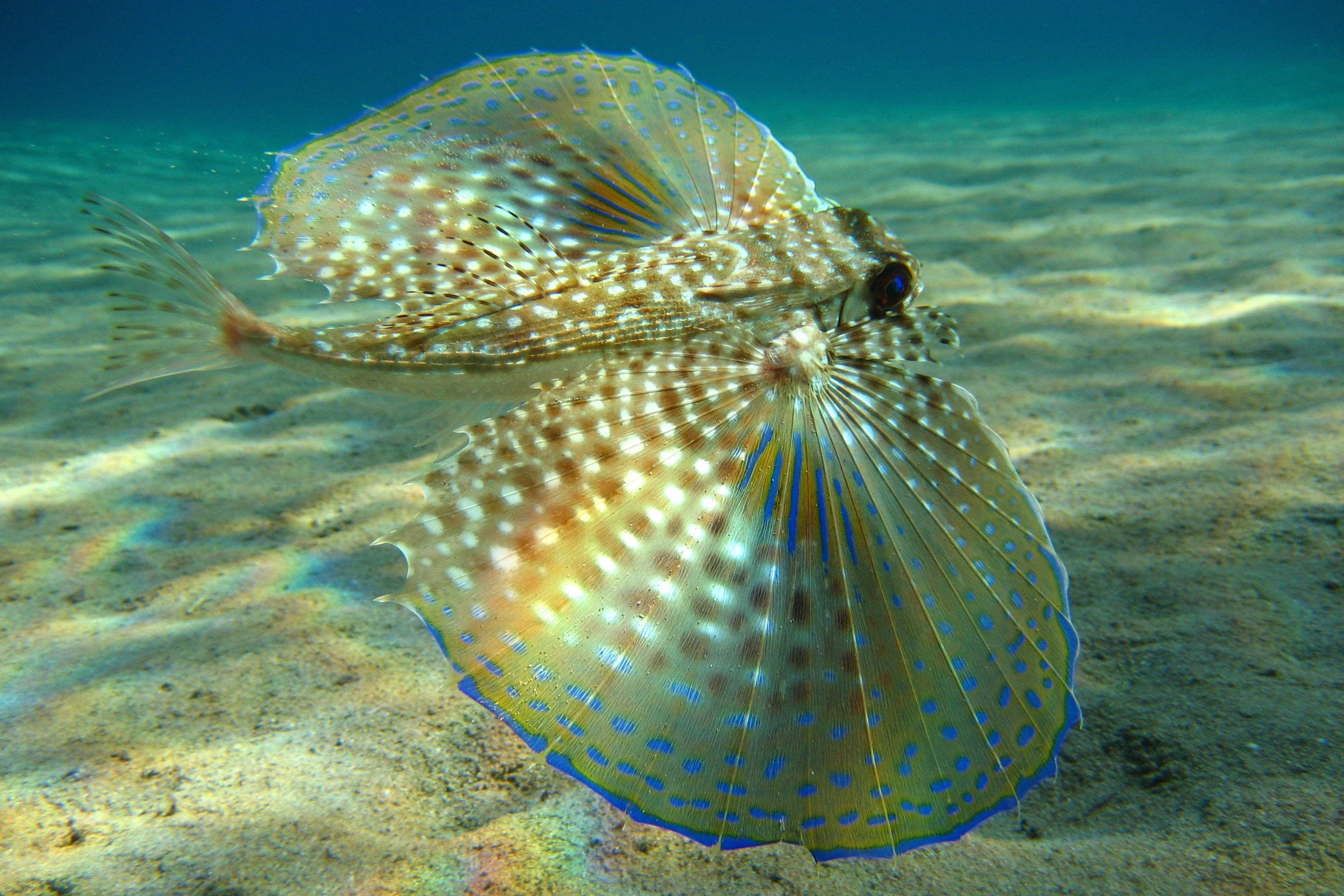
Un pez golondrina o murciélago (Dactylopterus volitans) en el Mediterráneo, al este de Creta (Grecia), a unos 3-5 m de profundidad.

Algunos manantiales o arroyos que fluyen durante todo el año siguen albergando cangrejos de río de agua dulce, que también pueden encontrarse en seco cuando migran de una masa de agua a otra. El gran número de caracoles de concha es especialmente notable en primavera, y sus especies comestibles enriquecen el menú de los lugareños en consonancia con el periodo de ayuno previo a la Pascua.
Aparte de los mamíferos terrestres, los mares que rodean Creta son ricos en grandes mamíferos marinos, un hecho desconocido para la mayoría de los griegos en la actualidad, aunque del que se tiene noticia desde la Antigüedad. Los frescos minoicos que representan delfines en el Megaron de la Reina en Cnosos indican que los minoicos conocían bien a estas criaturas y las celebraban. Además de la foca monje del Mediterráneo, en peligro de extinción, que vive en casi todas las costas del país, Grecia alberga ballenas, cachalotes, delfines y marsopas. La zona al sur de Creta, conocida como el Abismo Griego, acoge a muchos de ellos. A lo largo de la costa se pueden encontrar calamares, pulpos, tortugas marinas y tiburones martillo.
Algunos de los peces que se pueden ver en las aguas de Creta son: el pez escorpión, el mero oscuro, el pez pavo real del Atlántico oriental, el pez de cinco manchas, el pez weever, la raya común, la raya parda, el gobio negro mediterráneo, la navaja nacarada, el pez estrella, el pejelagarto pintado, el pez damisela y el rubio volador.
El Cretaquarium y el Aquaworld Aquarium son dos de los tres acuarios de Grecia. Se encuentran en Gournes y Hersonissos, respectivamente.

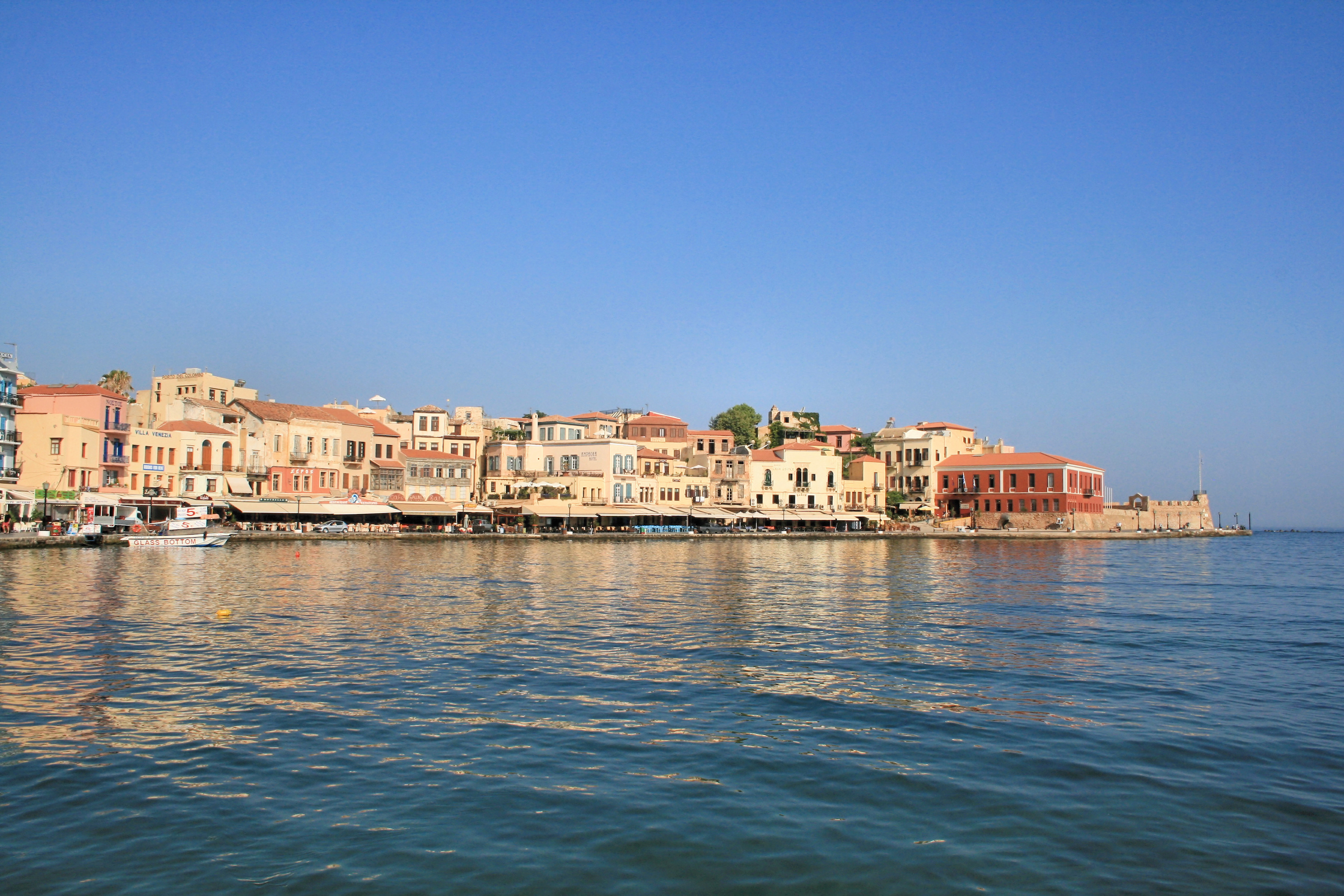
La Canea

## Demografía
Según el censo de 2001, su población es de 601 132 habitantes, casi la misma que la total en el resto de las islas de Grecia. Tiene una densidad de 72 habitantes por kilómetro cuadrado, inferior a la del país (83 hab./km²). Desde mediados del siglo XX, el éxodo rural ha mermado su población. La emigración exterior se ha dirigido hacia Atenas y otros países de Europa, mientras que la interior ha tenido como receptoras a las ciudades insulares de la fachada ebea.

### Idioma
Como en el resto de Grecia, el griego moderno es la lengua oficial en Creta, aunque los cretenses lo hablan en la variante dialectal cretense, incluso la generación más joven en las zonas rurales. Todavía hay personas mayores que sólo hablan el dialecto, mientras que la mayoría de los nacidos después de los años 50 también pueden hablar el griego estándar.

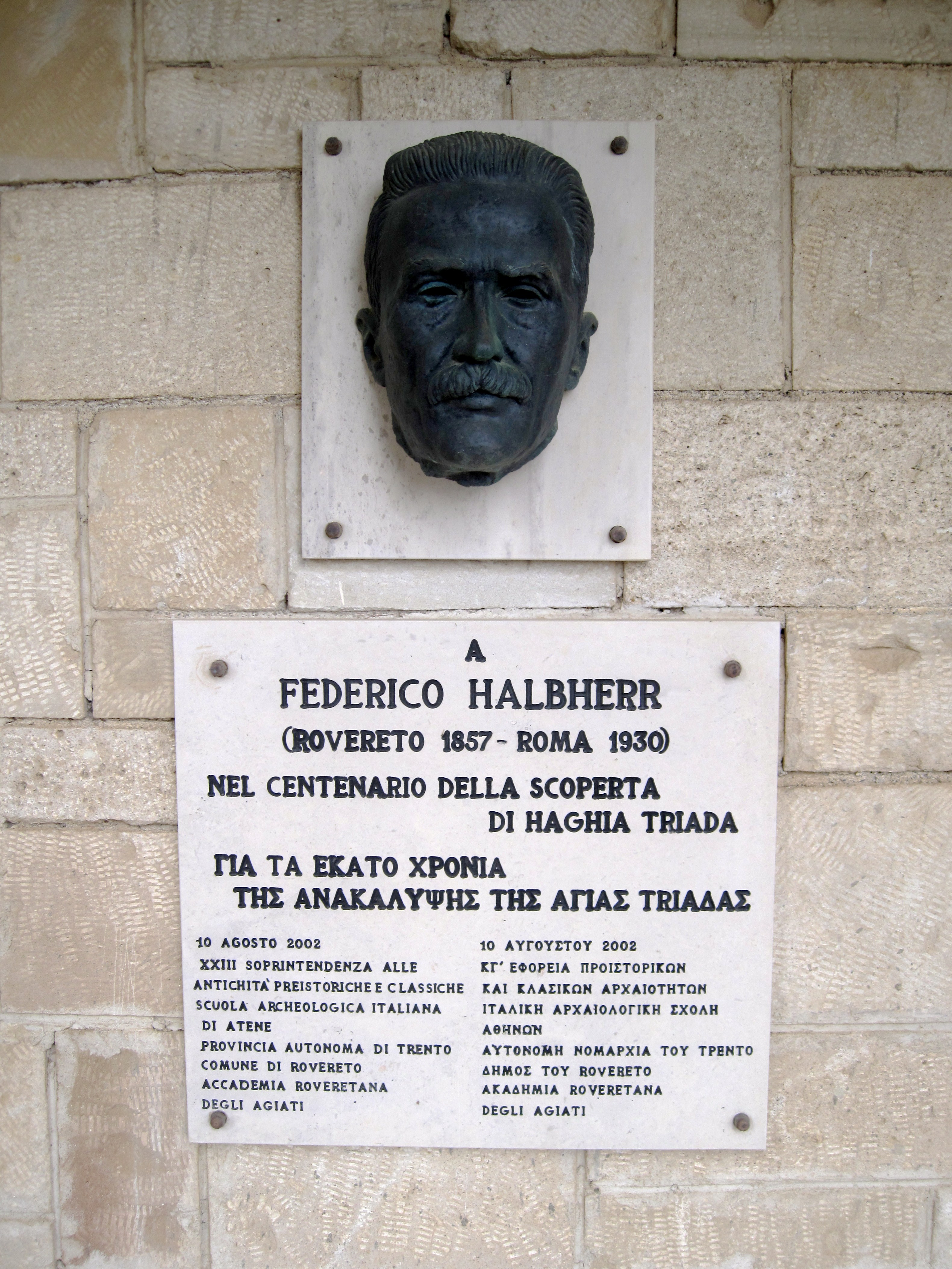
Una placa en Creta escrita en Italiano y griego estándar

Como la lengua griega moderna no está tan fuertemente dividida en diferentes dialectos como, por ejemplo, el inglés, el alemán o el italiano, se trata de una peculiaridad de Grecia que a menudo es caricaturizada por los griegos del continente, a menudo haciendo referencia a la extravagancia, el atraso o la terquedad de los cretenses. Algunas radios locales cretenses, como "Erotokritos", emiten sus programas casi íntegramente en el dialecto cretense, y en la reproducción de cuentos o en libros de poesía y cancioneros se procura adaptar la ortografía al dialecto en la medida de lo posible.
Incluso los extranjeros sin conocimientos de griego pueden reconocer fácilmente el dialecto sustituyendo la "k" que precede a la "i" o a la "e" por una "tsch" que suena italiana. Localmente, también se aprecia la sustitución del sonido griego "L" por un sonido similar a la "r" inglesa (oli (όλοι, "todo") → ouri). En el frecuente pronombre personal femenino tis ("tú") y en palabras con una estructura silábica similar, se produce un cambio de sonido a tsi, que da lugar a la difícil conexión consonántica stsi, especialmente con la preposición precedente se ("en, después de, hacia"). Además, el dialecto insular  también contiene muchas palabras que no aparecen en el griego estándar (por ejemplo, epa en lugar de edo para "aquí"). En algunos puntos, el dialecto cretense también difiere gramaticalmente del griego estándar, por ejemplo, el aumentativo se conserva con mucha más frecuencia en la posición no acentuada del verbo en pasado (epígena en lugar de pígena).
Mientras que el investigador inglés Thomas Abel Brimage Spratt escribió en su libro Travels and Researches in Crete (Viajes e investigaciones en Creta) en 1865 que la población femenina en particular sólo hablaba en el dialecto cretense y no en griego estándar, hoy en día la proporción de sexos se ha invertido: casi todas las mujeres mayores hablan activamente el griego estándar, pero muchos hombres mayores sólo lo hablan de forma pasiva.

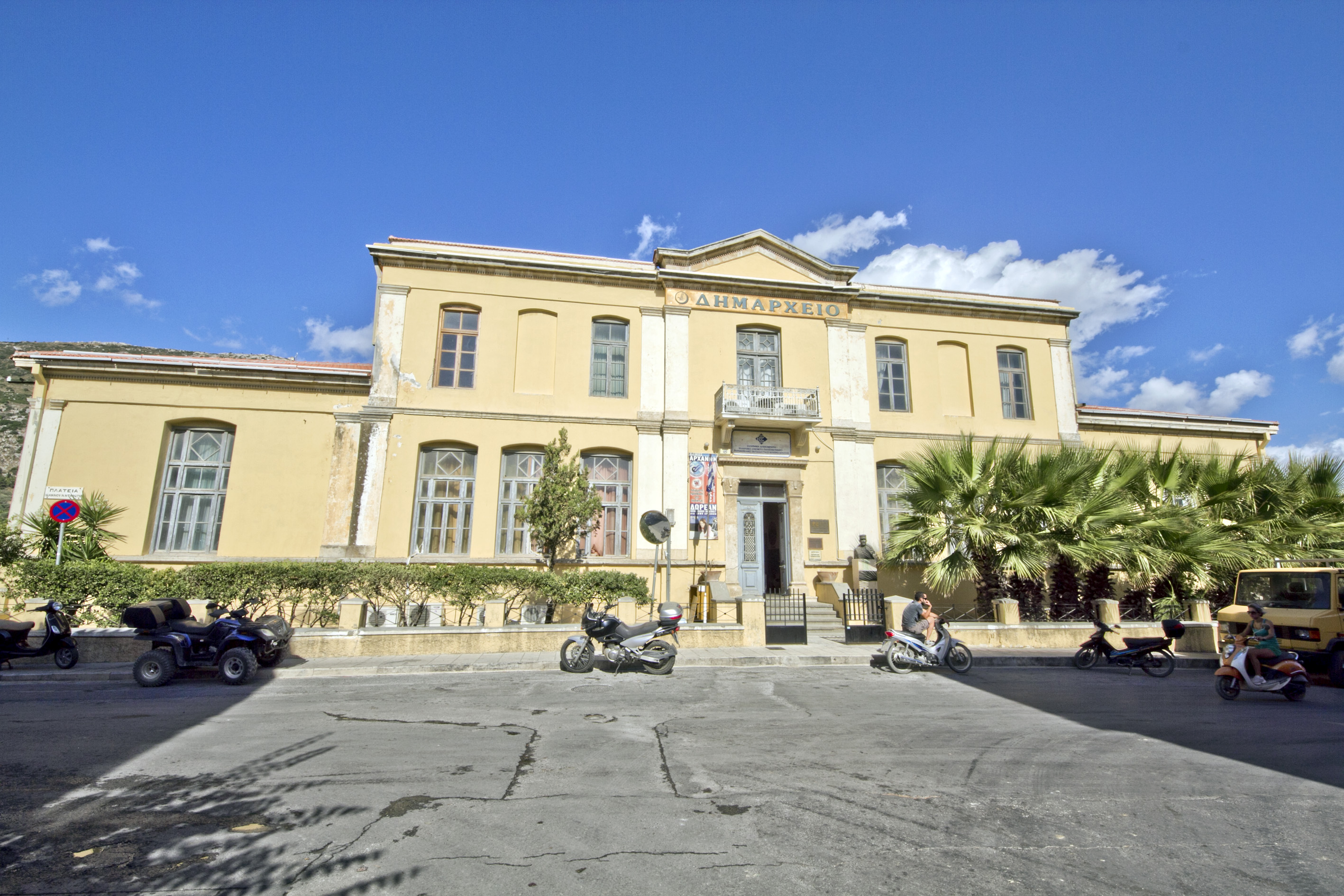
Edificio del Gobierno de Arcanes, Creta

El dialecto cretense se caracteriza más por la variante dórica arcaica del griego que por el griego moderno estándar. El dialecto es más fuerte en Sfakia, el antiguo paisaje aislado de las Montañas Blancas (Lefka Ori). Incluso para algunos hablantes nativos de griego, el dialecto cretense es a menudo difícil o incluso imposible de entender. En Internet se pueden encontrar varios sitios web griegos con listas de diccionarios cretense-griego estándar, y el mencionado cuaderno de viaje de Spratt también contiene un diccionario detallado en el apéndice, que refleja el estado de la lengua a mediados del siglo XIX.

### Educación
Los alumnos cretenses, como todos los griegos, van a la escuela a los 6 años y estudian hasta los 15 años. Tras graduarse, reciben diplomas que les permiten acceder a la enseñanza superior.
- Enseñanza primaria - 6 años (obligatoria)
- Secundaria - 3 años (obligatoria)
- Liceo - 3 años
- Liceo Korais en HeracliónUniversidad - 4-6 años

En la isla de Creta hay tres instituciones de enseñanza superior:
- Universidad de Creta, fundada en 1973 y con unos 23.500 estudiantes. Tiene centros en Heraklion y Chania.
- Universidad Cretense de Tecnología, construida en Chania en 1977,[52] pero los primeros estudiantes no fueron contratados hasta octubre de 1984.[52]
- El Instituto Cretense de Tecnología para la Educación (en griego: Τομέας Επιστήμης Υπολογιστών), situado en Heraklion y tiene sus escuelas preparatorias en Ayios Nikolaos, Ierapetra, Chania y Sitia.

Heraklion alberga uno de los mayores y más importantes centros de investigación de Grecia, la Fundación Hellas para la Investigación y la Tecnología (FORTH) (en griego Ίδρυμα Τεχνολολογίας και Έρευνας - ΙΤΕ), que consta de cinco institutos de investigación. En la ciudad de Gouves, en el nome de Heraklion, se encuentra el Instituto de Biología Marina, que cuenta con un gran número de instituciones en el campo de la agronomía (Instituto de Viticultura, Vendimia y Floricultura en Heraklion, Instituto de Plantas Subtropicales y Olivos en Chania, Instituto Mediterráneo de Agronomía en Chania y otros).
En la actualidad, en Creta se llevan a cabo numerosas investigaciones arqueológicas e históricas, a cargo del Ministerio de Cultura griego y la Universidad de Creta.
En Chania hay una escuela de inglés, financiada por el Consejo Nacional de Educación finlandés. Se inauguró en 1994. En 2005 se inauguró en Heraklion The European School in Heraklion, una escuela de inglés en la que la enseñanza es gratuita.

### Sanidad
El Servicio Nacional de Salud proporciona a la isla hospitales, clínicas, cirugía ambulatoria y primeros auxilios para los residentes. Las autoridades locales se ocupan principalmente del sector de los primeros auxilios.
El número total de residentes que acuden a los servicios de primeros auxilios es de 165.696. Esto supone el 6,5% de la población total del país.
Según el Sistema Nacional de Salud, en Creta hay 8 hospitales comunitarios. El Hospital Regional Universitario y el Hospital Venizelos se encuentran en Heraklion. También hay un hospital en cada una de las localidades más importantes incluyendo Rethymno, Chania y Lasithionou. En Chania también hay un hospital naval y un hospital psiquiátrico. El número total de camas en los hospitales públicos es de 1.659.

### Posesión ilegal de armas
La posesión de armas tiene una larga tradición en Creta. Según estimaciones de la policía griega, en Grecia hay 1,5 millones de armas de fuego no registradas, más de la mitad de ellas en Creta. La mayoría de ellas se remontan a la época de la ocupación alemana. La costumbre de disparar al aire en bodas y otras celebraciones sigue estando muy extendida. Estos tiroteos en celebraciones y accidentes con armas de fuego se cobran cada año varias vidas en Creta. Después de que un niño de nueve años recibiera un disparo accidental y resultara gravemente herido durante una boda en el verano de 2004, se puso en marcha un movimiento en contra de las armas de fuego, que también fue apoyado por cretenses destacados como Mikis Theodorakis. Sin embargo, sigue habiendo noticias frecuentes de tiroteos y de armas ilegales encontradas.

## Política y Gobierno
Creta es una de las regiones en que se divide Grecia. La capital es la ciudad de Heraclión y se divide administrativamente en cuatro unidades periféricas: La Canea, Rétino, Heraclión y Lasithi. Existen bases navales estadounidenses en Heraklión y en la bahía de Grecia.
Otras ciudades importantes son La Canea, Rétino, Ierápetra, Agios Nikolaos, Siteia, Muarés, Neápoli, Tympaki y Kissamos.

### Justicia
Para los asuntos civiles y penales en Creta hay cuatro Tribunales de Primera Instancia (Chania, Rethymnon, Heraklion y Lassithi, con sede en Neapolis), 10 Juzgados de Paz y 3 Ptastimatodikio (Chania, Rethymnon y Heraklion). Para los casos administrativos existen dos Tribunales Administrativos de Primera Instancia (Chania y Heraklion). Los tribunales secundarios funcionan en Heraklion y Chania. En concreto, para causas civiles y penales hay dos Tribunales de Apelación (Creta, con sede en Chania, y Creta Oriental, con sede en Heraklion), mientras que para contenciosos administrativos hay un Tribunal Administrativo de Apelación (Chania).

## Economía

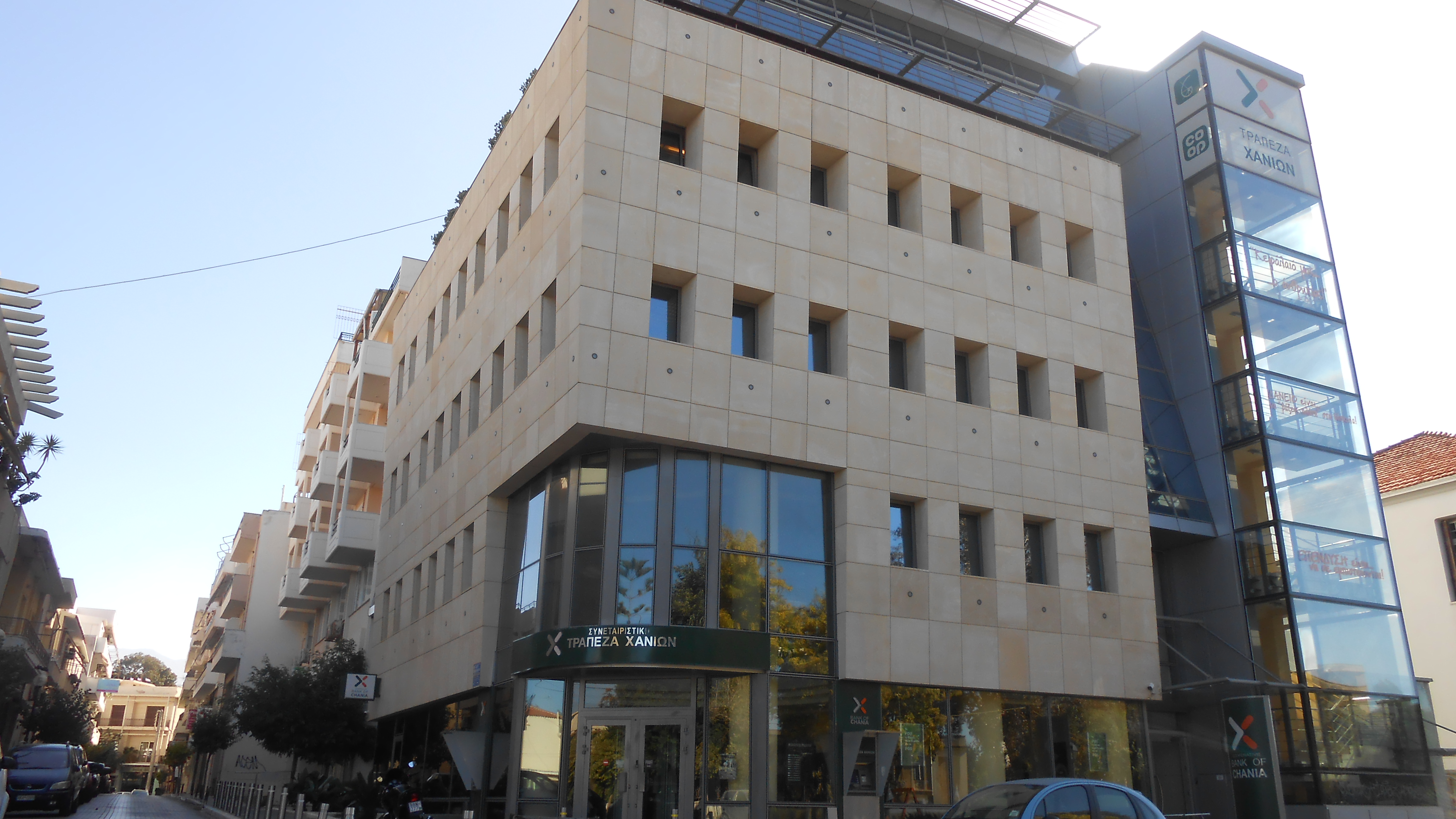
Un Banco en Creta

La economía de Creta se basa predominantemente en los servicios y el turismo. Sin embargo, la agricultura también desempeña un papel importante y Creta es una de las pocas islas griegas que puede mantenerse sin una industria turística. La economía comenzó a cambiar visiblemente durante la década de 1970, a medida que el turismo ganaba en importancia. Aunque se sigue haciendo hincapié en la agricultura y la ganadería, debido al clima y la orografía de la isla, se ha producido un descenso en la industria manufacturera y una expansión observable en sus industrias de servicios (principalmente relacionadas con el turismo). Los tres sectores de la economía cretense (agricultura y ganadería, transformación y envasado, y servicios) están directamente relacionados y son interdependientes. La isla tiene una renta per cápita muy superior a la media griega, mientras que el desempleo se sitúa en torno al 4%, una sexta parte que en el conjunto del país.
Como en muchas regiones de Grecia, la viticultura y el olivar son importantes; también se cultivan naranjas, cidras y aguacates. Hasta hace poco existían restricciones a la importación de plátanos a Grecia, por lo que se cultivaban en la isla, predominantemente en invernaderos. Los productos lácteos son importantes para la economía local, y hay varias especialidades queseras, como el mizithra, el anthotyros y el kefalotyri.

El 20% del vino griego se produce en Creta, sobre todo en la región de Peza.

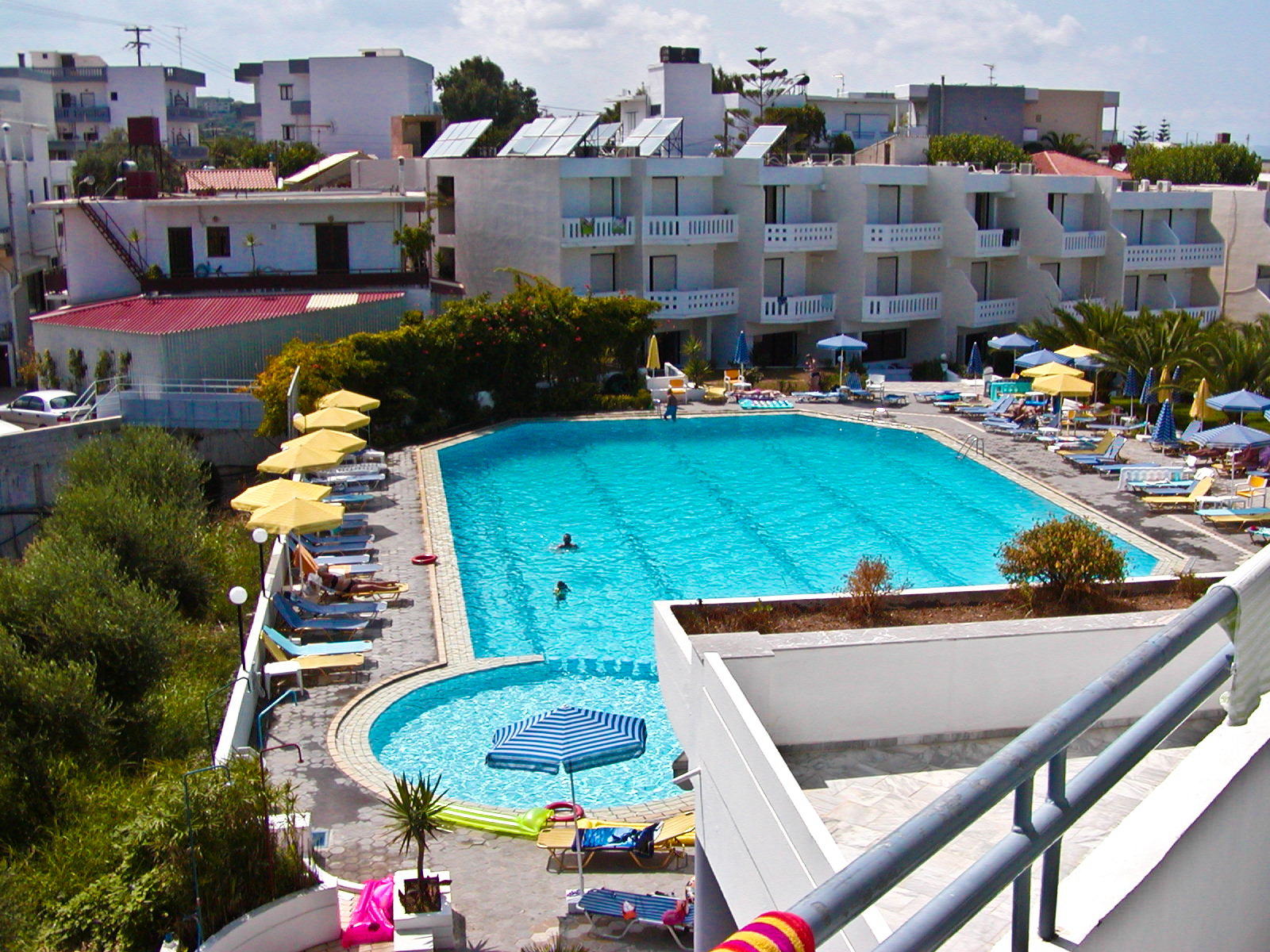
Un Hotel en Chania, Creta

El producto interior bruto (PIB) de la región fue de 9.400 millones de euros en 2018, lo que representa el 5,1% de la producción económica griega. El PIB per cápita ajustado al poder adquisitivo fue de 17.800 euros o el 59% de la media de la UE-27 en el mismo año. El PIB por empleado fue el 68% de la media de la UE. Creta es la quinta región griega con mayor PIB per cápita.

### Turismo
Creta es uno de los destinos vacacionales más populares de Grecia. El 15% de todas las llegadas a Grecia pasan por la ciudad de Heraclión (puerto y aeropuerto), mientras que los viajes chárter a Heraclión suponen alrededor del 20% de todos los vuelos chárter en Grecia. El número de plazas hoteleras en la isla aumentó un 53% en el periodo comprendido entre 1986 y 1991.
El turismo en Creta es un fenómeno irreversible que ha dado lugar a un proceso de cambio bajo la forma de modernización. Esta modernización tiene consecuencias tanto positivas como negativas. Concretamente, el turismo se ha transformado en una fuente primaria de ingresos y de generación de empleo para la isla y ha mejorado la calidad de vida de los habitantes.

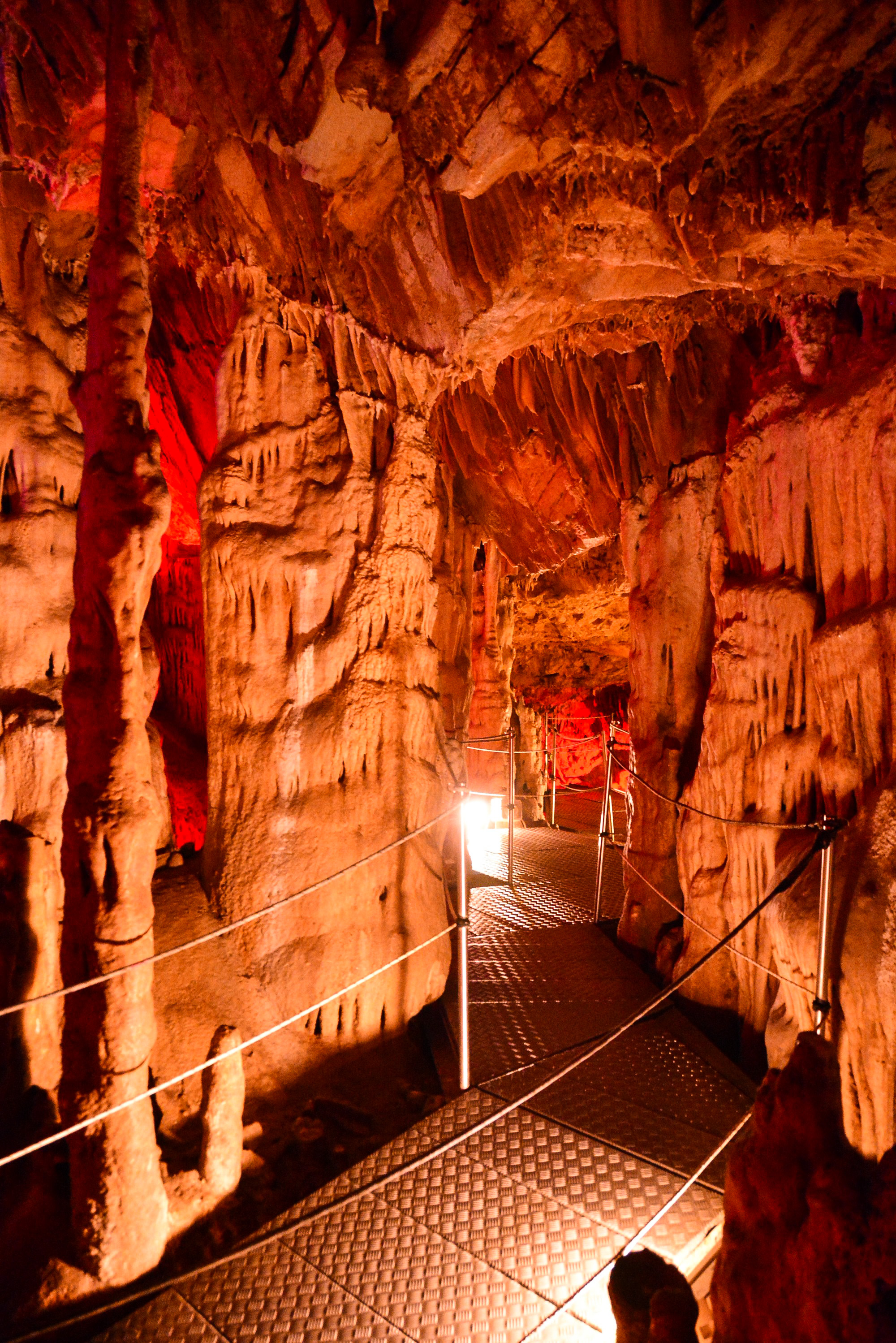
Cueva Sfendoni

Sin embargo, el desarrollo turístico se orientó al aumento de la demanda mediante el incremento del número de camas, así como a la concentración de las llegadas de turistas en el espacio y el tiempo, en lugar de al desarrollo equilibrado de la industria turística. Como consecuencia, se han producido diversas tensiones sociales y medioambientales, como la degradación del medio ambiente, la contaminación cultural, la mercantilización de las relaciones humanas y los efectos negativos de demostración. Es por ello que han realizado estudios, en los que se han examinado diversos aspectos del turismo en Creta, con el fin de investigar los costes y beneficios asociados a la modernización de la isla a través de la expansión del turismo y ofrecer recomendaciones para el desarrollo futuro.
Hoy en día, la infraestructura turística de la isla incluye una amplia gama de alojamientos; entre ellos, grandes hoteles de lujo con sus completas instalaciones, piscinas, deportes y recreación, apartamentos familiares más pequeños, instalaciones de campin y otros.Los visitantes llegan a la isla a través de dos aeropuertos internacionales en Heraklion y Chania y un aeropuerto más pequeño en Sitia (los vuelos chárter internacionales y nacionales comenzaron en mayo de 2012) o en barco a los principales puertos de Heraklion, Chania, Rethimno, Agios Nikolaos y Sitia.
Entre las atracciones turísticas más populares se encuentran los yacimientos arqueológicos de la civilización minoica, la ciudad vieja veneciana y el puerto de Chania, el castillo veneciano de Rethymno, el desfiladero de Samaria, las islas de Chrysi, Elafonisi, Gramvousa, Spinalonga y la playa de palmeras de Vai, que es el mayor bosque natural de palmeras de Europa.

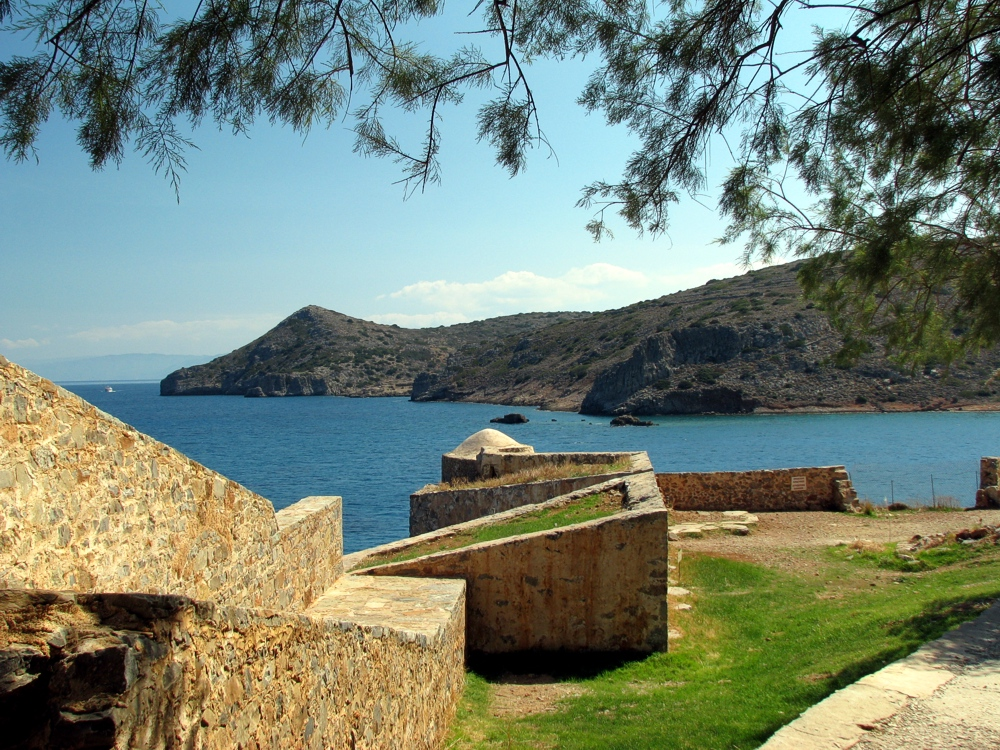
Fuerte Spinalonga

Hace siglos, viajeros, artistas y hombres de letra quedaron fascinados por el arte, la historia y la literatura de Creta, así como por las leyendas griegas de "dioses y héroes". Sin embargo antes de la Segunda Guerra Mundial, los turistas que visitaban Creta eran sólo unos pocos miles. Se cree que aproximadamente 23.000 turistas visitaron la isla ya en 1962.
En las fases iniciales de la evolución turística de la isla, se atrajo a tipos de turistas no institucionalizados (exploradores y turistas a la deriva). no institucionalizados (exploradores), que, fueron los turistas que popularizaron la mayoría de los destinos turísticos.Solo un pequeño número de extranjeros con formación arqueológica o clásica acudían a lo que para ellos equivalía a una peregrinación sagrada. El número de turistas no empezó a aumentar hasta después de 1960. Las razones para este retraso se debieron principalmente a la lejanía de la isla de los países europeos occidentales (antes de la introducción del transporte aéreo rápido), el bajo nivel de infraestructuras y las malas comunicaciones de una isla que sufrió una serie de guerras entre 1821 y 1950.

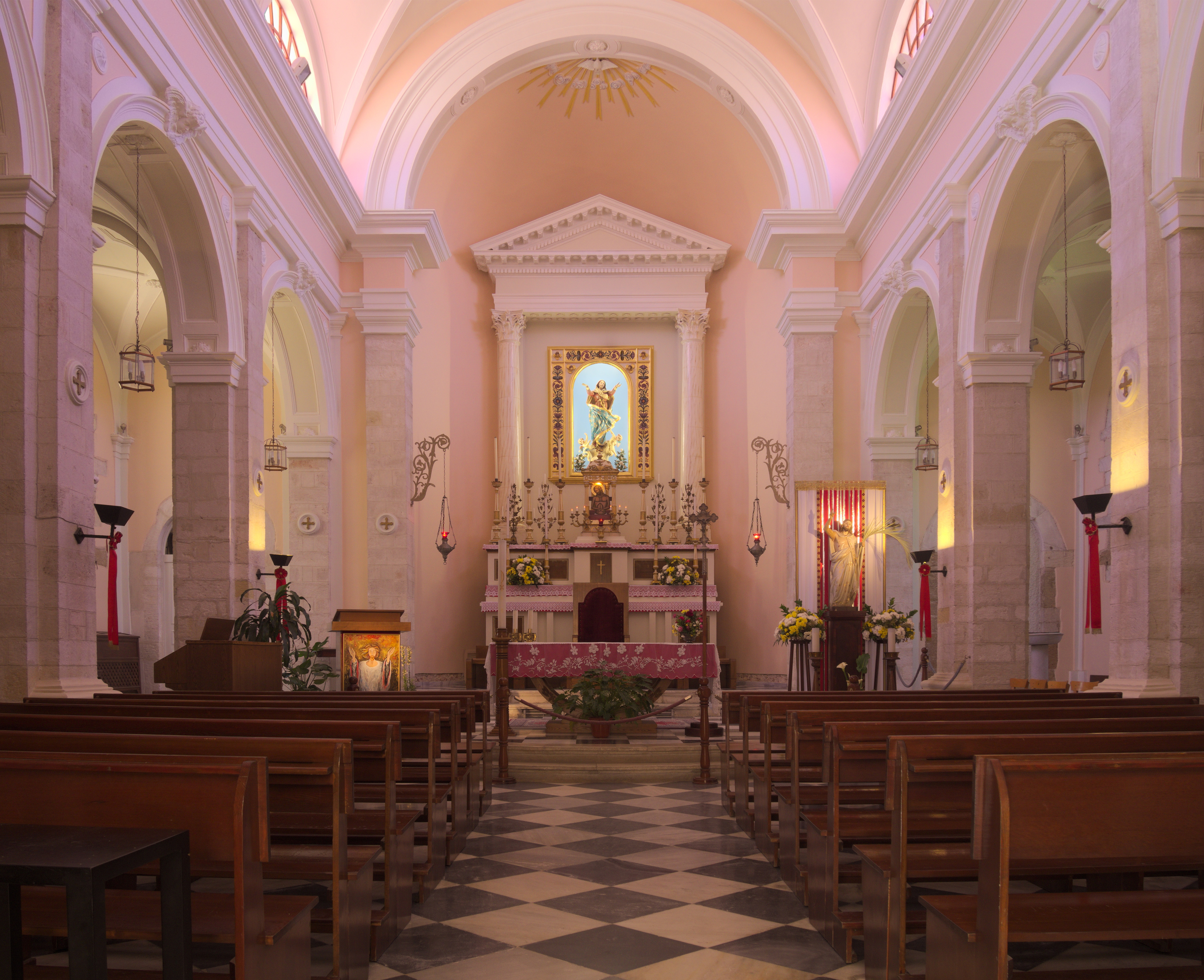
Interior de la Catedral de la Asunción en La Canea

Creta ha registrado el mayor aumento de pernoctaciones turísticas de todas las regiones griegas en la actualidad. En 1980, el número de pernoctaciones de turistas extranjeros fue de 4,9 millones, el 16,7%  del total nacional, aunque 17 años después, la cifra había aumentado un 114% a 10,6 millones, el 26,5% del total nacional. Durante el mismo periodo, el aumento del número total de pernoctaciones en todo el país fue mucho menor (35%). El mayor aumento de pernoctaciones se ha registrado en la Prefectura de Chania (casi un 500%) y el menor en la Prefectura de Lassithi (39%). En cuanto a las pernoctaciones de turistas nacionales, han aumentado sólo un 75% de 1980 a 1997, con el mayor aumento en la prefectura de Chania (134%) y el menor en la prefectura de Lassithi (46%).
Las pernoctaciones de turistas nacionales en 1997 representaron sólo el 7,6% del total de pernoctaciones en la isla, aunque la cuota de Creta en el total de pernoctaciones turismo nacional era del 6,6%. Sin embargo, cualquier referencia a las estadísticas de

debe tomarse con cautela, ya que,el turismo interno en Grecia es difícil de medir, porque los turistas internos suelen preferir las habitaciones de alquiler, las casas de familiares y las segundas residencias. En 1997, la Prefectura de Heraklio registró casi la mitad del total de pernoctaciones en Creta,y Creta tenía una cuota del 21,5% del total de pernoctaciones en Grecia.

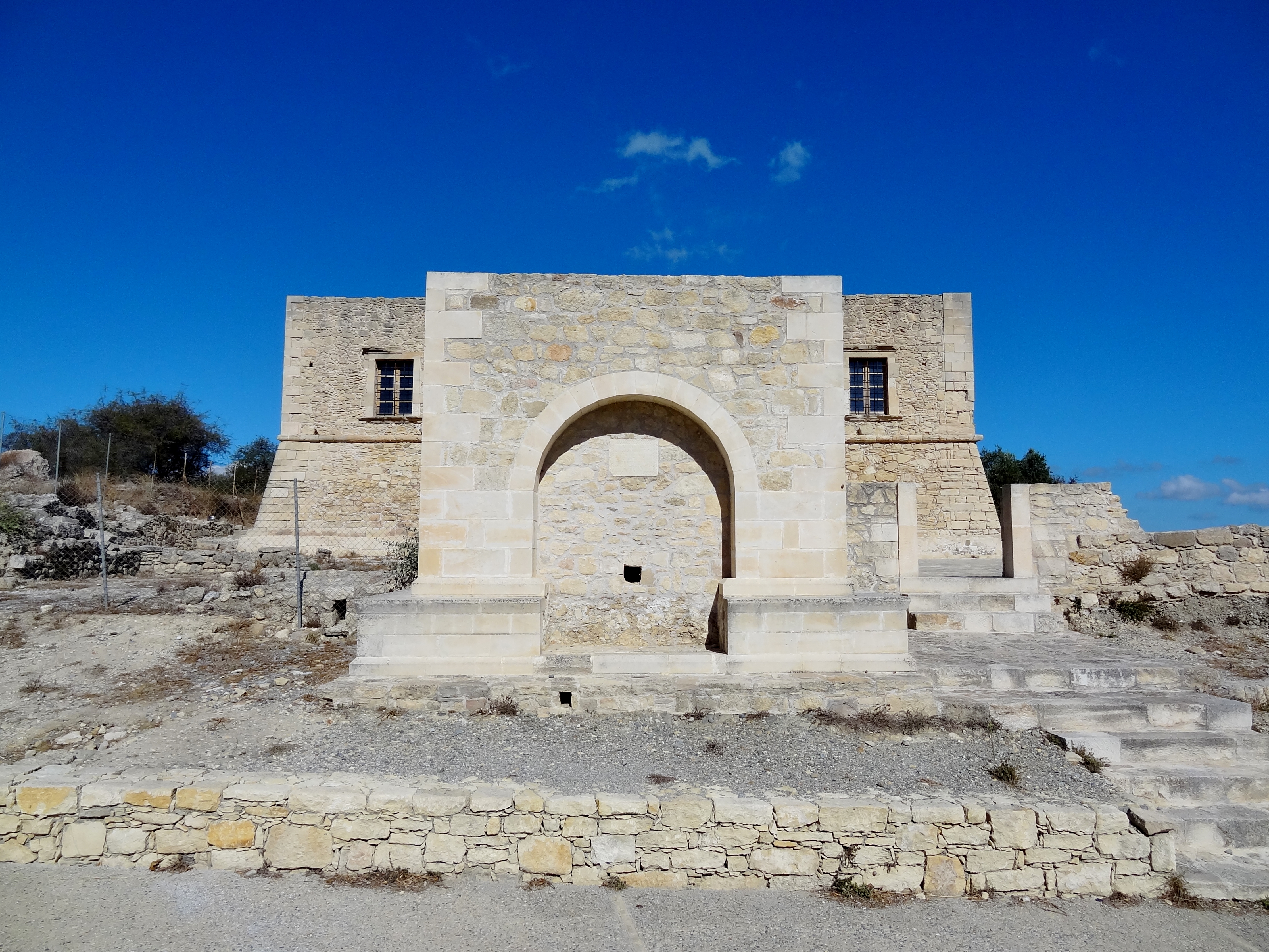
Villa veneciana de Mezzo en Creta

## Cultura
Según la mitología griega, Rea ocultó a Zeus en el monte Ida, situado en el centro de la isla. El mismo dios llegó a Creta tras raptar a Europa y de su unión nacieron tres hijos, uno de los cuales fue Minos, cuya esposa dio a luz al Minotauro, que luego fue encerrado en el Laberinto.
También existe una leyenda que se desarrolla en esta isla sobre Ícaro y Dédalo.
Creta está estrechamente vinculada a los antiguos dioses griegos, pero también a la civilización minoica.
Según la mitología griega, la cueva de Diktaean, en el monte Dikti, fue el lugar de nacimiento del dios Zeus. En las islas Paximadia nacieron la diosa Artemisa y el dios Apolo. Su madre, la diosa Leto, era venerada en Faistos. La diosa Atenea se bañaba en el lago Voulismeni. Zeus lanzó un rayo a un lagarto gigante que amenazaba Creta. El lagarto se convirtió inmediatamente en piedra y se transformó en la isla de Día, con forma de lagarto, que puede verse desde Cnosos. Los islotes de Lefkai fueron el resultado de un concurso musical entre las Sirenas y las Musas. Las Musas estaban tan angustiadas por haber perdido que arrancaron las plumas de las alas de sus rivales; las Sirenas se volvieron blancas y cayeron al mar en Aptera ("sin plumas"), donde formaron las islas de la bahía que se llamaron Lefkai (las islas de Souda y León)[103] Heracles, en uno de sus trabajos, llevó al toro cretense al Peloponeso. Europa y Zeus hicieron el amor en Gortys y concibieron a los reyes de Creta: Rhadamanthys, Sarpedon, y Minos.
El laberinto del palacio de Cnosos fue el escenario del mito de Teseo y el Minotauro, en el que Teseo mató al Minotauro. Ícaro y Dédalo fueron cautivos del rey Minos y fabricaron alas para escapar. Tras su muerte, el rey Minos se convirtió en juez de los muertos en el Hades, mientras que Rhadamanthys se convirtió en la soberana de los campos Elíseos.

### Literatura
Las mantinadas (en griego mandinades Μαντινάδες, plural de mandinada) son una forma de canto e interpretación tradicional muy extendida en Creta. Las mantinadas cretenses tienen quince sílabas bizantinas en el dialecto local predominante y son interpretadas por cantantes alternativos a modo de cánticos. Las coplas rimadas suelen terminar con formas de rima final o cruzada o se utilizan para responder a una rima recitada previamente. Además de un gran número de versos fijos y conocidos, los cantantes insertan versos modificados o completamente improvisados, que pueden convertirse en una especie de competición en la interacción entre los distintos intérpretes. La cantidad de rimas anotadas es grande, y los temas del amor, la esperanza, el luto, el exilio, la guerra y la venganza de sangre suelen constituir el eje principal. Las mantinadas tradicionales suelen ir acompañadas del instrumento cretense, la lira.
El origen de las mantinadas cretenses se remonta al siglo XV, cuando Creta estaba ocupada por Venecia. En aquella época, la cultura cretense estaba muy influida por poetas y pensadores europeos. El poeta griego Vitsentzos Kornaros y su obra Erotokritos contribuyeron decisivamente a la aparición de las mantinadas. Pero ya en la Antigüedad, las rimas y la poesía eran parte integrante de la cultura cretense. El filósofo y vidente cretense Epiménides, por ejemplo, siempre proclamaba sus profecías en versos rimados, al igual que Iofón de Cnosos, que expresaba sus dotes de vidente en el oráculo de Anfiaraos con la ayuda de rimas. En Creta, la rima fue utilizada por primera vez por Stéphanos Sachlíkis en el siglo XIV.
Las mantinadas no se interpretan exclusivamente en Creta. En las islas griegas de Kasos y Karpathos existen canciones rimadas similares, también llamadas mantinadas. Se pueden encontrar formas similares de interpretación musical en varias Islas Jónicas y del Egeo. También existen en Chipre con el nombre de tsatista. Como en los siglos anteriores había muy pocas mantinadas escritas, se abrió una casa de mantinadas en el pueblo cretense de Korfes, donde se pueden ver todos los componentes de esta cultura musical.
Hacia 1610, Vitsentzos Kornaros escribió Erotokritos, una historia de amor de gran calidad poética que consta de 10.000 versos rimados de quince sílabas, basados en canciones e historias populares.
Las obras medievales sugieren que el griego moderno empezó a forjarse ya en el siglo X, siendo una de las primeras obras el poema épico de Digenis Acritas. Sin embargo, la primera producción literaria en dialecto cretense lo bastante importante como para ser identificada como "literatura griega moderna" procede del siglo XVI.
Erotokritos es una obra romántica escrita hacia 1600 por Vitsentzos Kornaros (1553-1613). En más de 10.000 versos de pareados rimados de quince sílabas, el poeta relata las tribulaciones sufridas por dos jóvenes amantes, Erotokritos y Aretousa, hija de Heracles, rey de Atenas. Fue un relato que gozó de gran popularidad entre los lectores griegos.
Los poetas de la época de la literatura cretense (siglos XV-XVII) utilizaban el dialecto cretense hablado. La tendencia a depurar la lengua de elementos foráneos estuvo representada sobre todo por Chortatsis, Kornaros y los poetas anónimos de Voskopoula y el Sacrificio de Abraham. Tal y como dictaba la teoría pseudoaristotélica del decoro, los héroes de las obras utilizan un vocabulario análogo a su extracción social y educativa. Gracias a esta convención, las comedias cretenses se escribieron en una lengua que era una amalgama de italicismos, latinismos y el dialecto local, aproximándose así al lenguaje real de la clase media de las ciudades cretenses. El lapso de tiempo que separa a Antonios Achelis, autor del Sitio de Malta (1570), de Chortatsis y Kornaros es demasiado corto para permitir la formación, desde cero, del dialecto cretense que se observa en los textos de los dos últimos. La única explicación, por tanto, es que los poetas de finales del siglo XVI empleaban conscientemente una preferencia lingüística particular: aspiraban a un estilo puro de lengua para su literatura y, a través de esa lengua, a una identidad propia para la producción literaria griega de su patria.
La floreciente escuela cretense prácticamente desapareció con la toma de la isla por los turcos en el siglo XVII. Sin embargo, del siglo XVIII se conservan las baladas de los cleftos, cantos de los guerrilleros de las montañas griegas contra los turcos.
Muchos autores griegos han integrado elementos literarios cretenses en sus respectivas obras. Entre estos autores se encuentra Nikos Kazantzakis, conocido sobre todo por sus escritos en griego estándar. Este paradigma, en general, ha ayudado a Kazantzakis a escribir obras significativas como Zorba el Griego y, por tanto, a ganarse el reconocimiento de diversos círculos internacionales. Su Capitán Michalis, ambientado en la Creta del siglo XIX, destaca por utilizar muchas palabras y modismos del griego cretense; la popularidad del libro hizo que otros griegos las conocieran ampliamente.

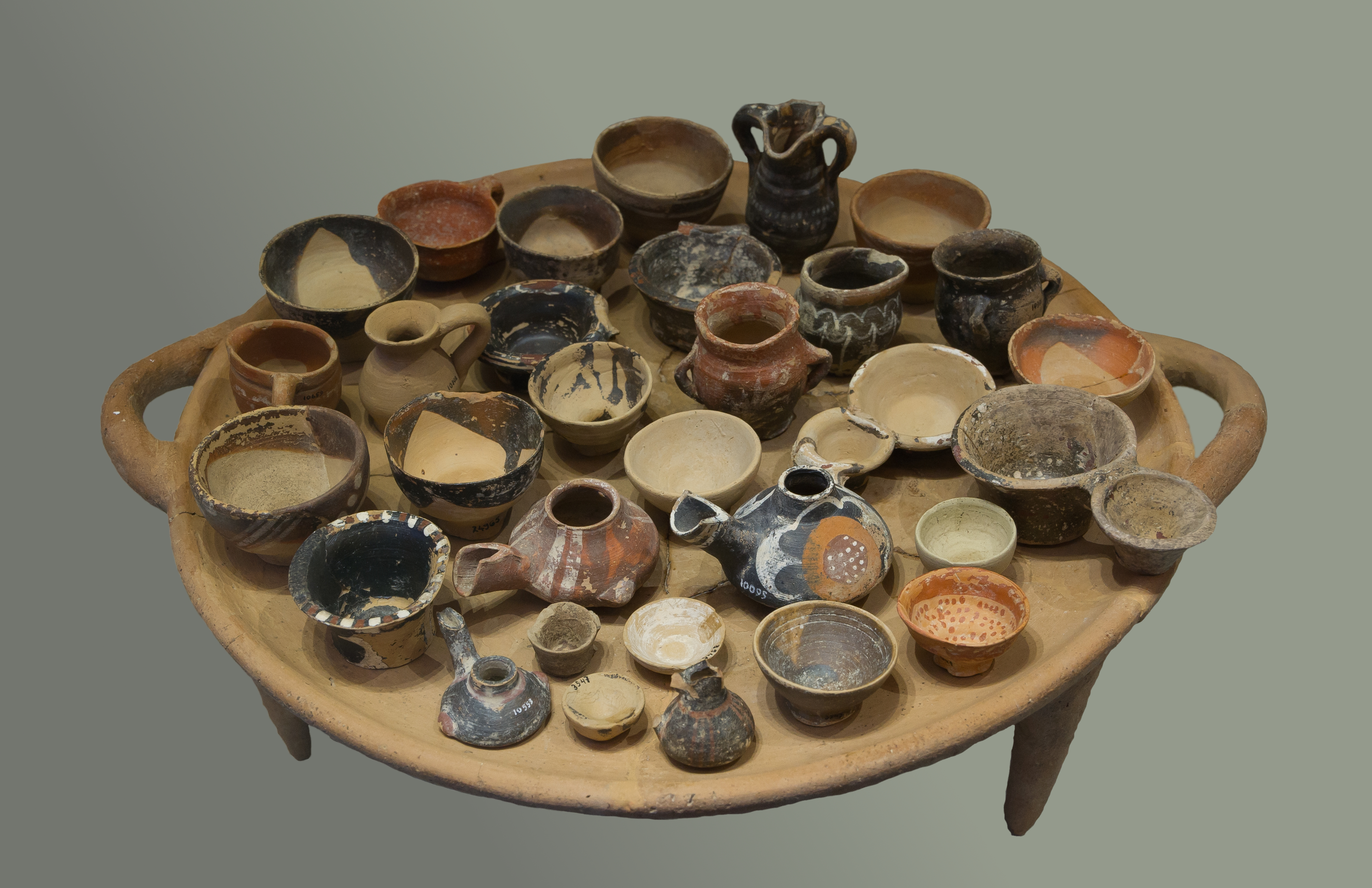
Bandeja con diversas vasijas en miniatura de Creta

### Arte popular
Los cretenses son conocidos por su habilidad para crear diversas artesanías, la mayoría de las cuales son objetos de uso cotidiano. Las mujeres tejen, bordan y hacen cestas, mientras que los hombres tallan madera, fabrican herramientas populares, cuchillos y también tejen cestas.
El arte popular se ha conservado a lo largo de los siglos y encuentra su expresión actual en el tejido, el bordado, la cerámica, las tallas de madera, la metalistería y la pintura. En todas las partes de Creta, las mujeres trabajan en los telares y los hombres en el torno y el banco, produciendo una gran variedad de bellas obras de arte. Al principio, estas obras se destinaban al uso personal, pero con el paso de los años se hicieron muy codiciadas, como los famosos cofres, arcas, liras y objetos tejidos cretenses tallados en madera.
- Tejido: Un lugar especial en cada casa rural lo ocupa el telar. Los tejidos cretenses se distinguen por su denso tejido, sus colores y sus adornos (dibujos y bordados). En los tejidos cretenses predomina el color rojo, mientras que los bordados son multicolores y el material es algodón, lana, lino, seda, según el tipo y la finalidad del tejido. Antiguamente, las mujeres teñían sus propios hilos utilizando tintes naturales: raíces de plantas, hojas, flores, frutas, corteza de árboles, etc., así como hollín del horno y azul (normalmente para colorear el material al hacer vraka). El proceso de teñido era complejo y requería mucho tiempo y experiencia. Los tejidos cretenses son artículos cotidianos necesarios en la vida rural, o prendas de vestir: patanes y chramya (tipos de cubrecamas), hileras, toallas, manteles. Además, son druvades (bolsos), prosomya (telas multicolores que las mujeres utilizaban para cubrirse los hombros y sobre las que colocaban una jarra de agua), delantales y pañales para recién nacidos, vracozones (cinturones para la ropa masculina) y otros artículos. El telar vertical de la época de Homero sigue existiendo en muchos lugares, así como el telar horizontal, más moderno. Hoy en día, familias enteras trabajan en la industria del tejido, desde la cría de las ovejas hasta el tejido final de la lana. Muchos tejedores aún tiñen la lana que utilizan con tintes vegetales y luego sumergen el hilo en el mar para evitar que se blanquee. Los tejidos cretenses se distinguen por sus colores ricos y vibrantes y sus diseños, geométricos o representaciones de animales y plantas.Joyería de la Antigua Grecia en Creta

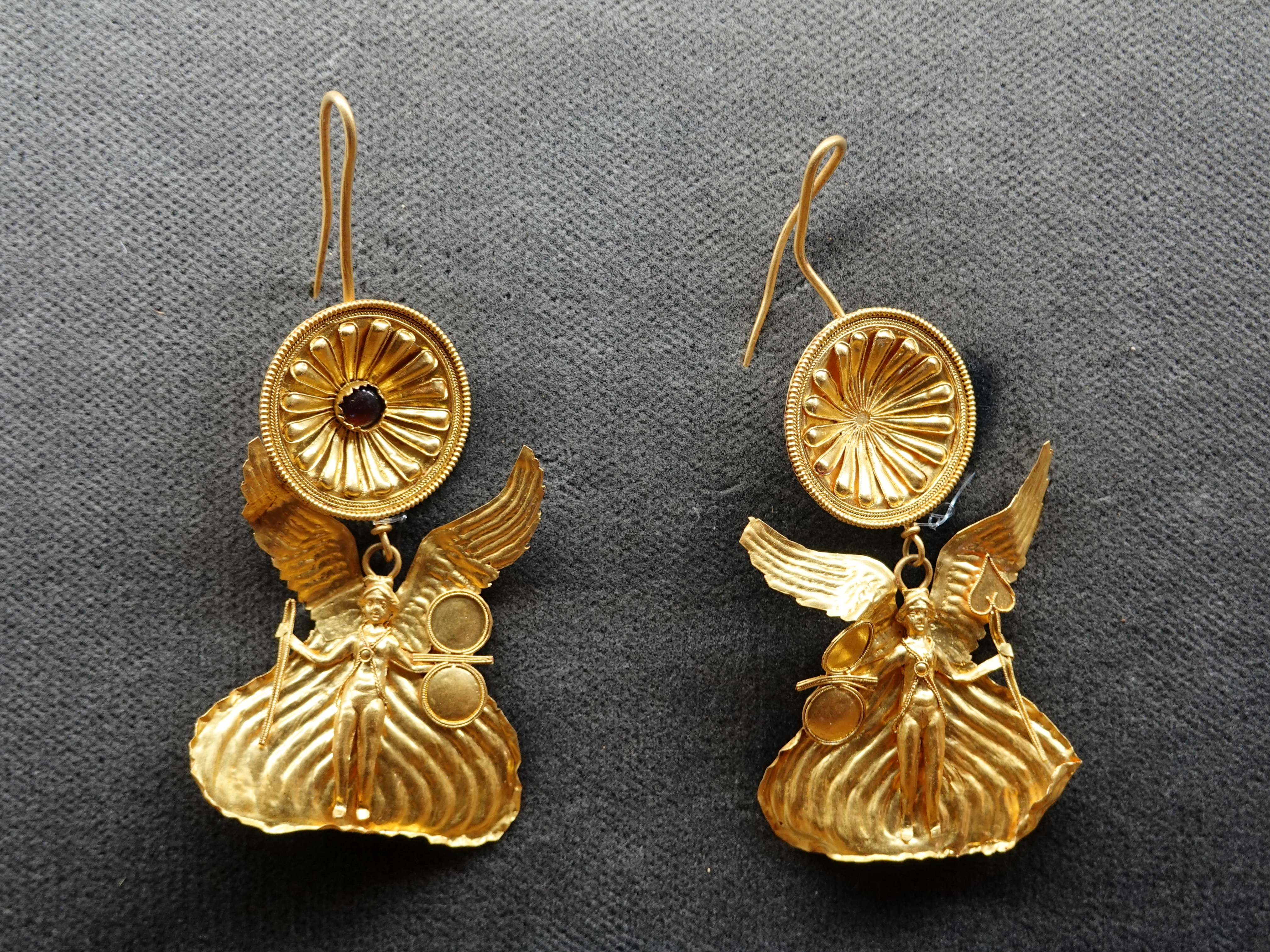
Joyería de la Antigua Grecia en Creta

- Bordados: Las mujeres cretenses, además de trabajar en el telar, se dedicaban (y la muchas de ellas aún se dedican) a la costura. Eligiendo las combinaciones adecuadas de colores y composiciones armoniosas, crean obras maestras del arte popular cretense. Los bordados más famosos son los Retimniote, realizados con la característica aguja Retimniote o cretense.

- Cerámica: El arte de trabajar la arcilla se remonta a la época minoica. Los principales centros de alfarería eran Trouble en la zona de Chania, Margarites en la zona de Rethymno y Kentri cerca de Ierapetra. Sin embargo, el más famoso era el pueblo de Frapsano, en la región de Heraklion, cuyos habitantes practicaban la alfarería desde la dominación veneciana. Fabricaban sobre todo pithos, parecidos a los minoicos y utilizados para almacenar aceite. Además, también se producía otra cerámica de formas más pequeñas para uso doméstico (kadobos, jarras, etc.). En la actualidad, hay alfareros en Creta que fabrican cerámica decorativa.

- Cestería: Los cretenses tejían cestas de uso cotidiano: kofes para transportar la uva durante la vendimia, antiguas kofinides para guardar la fruta, tupia para hacer queso, psomokofinides para guardar el pan, y otras.

- Fabricación de cuchillos: En Chania y Heraklion había muchos talleres donde se fabricaban cuchillos, algunos de los cuales siguen existiendo hoy en día. Los cuchillos tradicionales cretenses son conocidos por su elegancia, decoración y durabilidad. Tienen una hoja de acero macizo con un lado puntiagudo y cachas de cuerno de animal con una capa exterior de cuero. Las vainas son de plata, decoradas con grabados con diversos motivos folclóricos.

- Tallado en madera. En la Antigüedad, los talladores de madera (tayadors) se dedicaban principalmente al arte eclesiástico - tallaban iconostasios y análogos, ambones y candelabros y otros productos con elementos orientales, que decoraban las iglesias. Uno de los tipos de talla en madera era la fabricación de instrumentos folclóricos. Hoy en día quedan muy pocos maestros de este tipo, pero en bastantes lugares (sobre todo en zonas montañosas) hay gente que fabrica diversos y exquisitos objetos pequeños: cucharas, tenedores, sellos de obleas, liras y otros artículos.

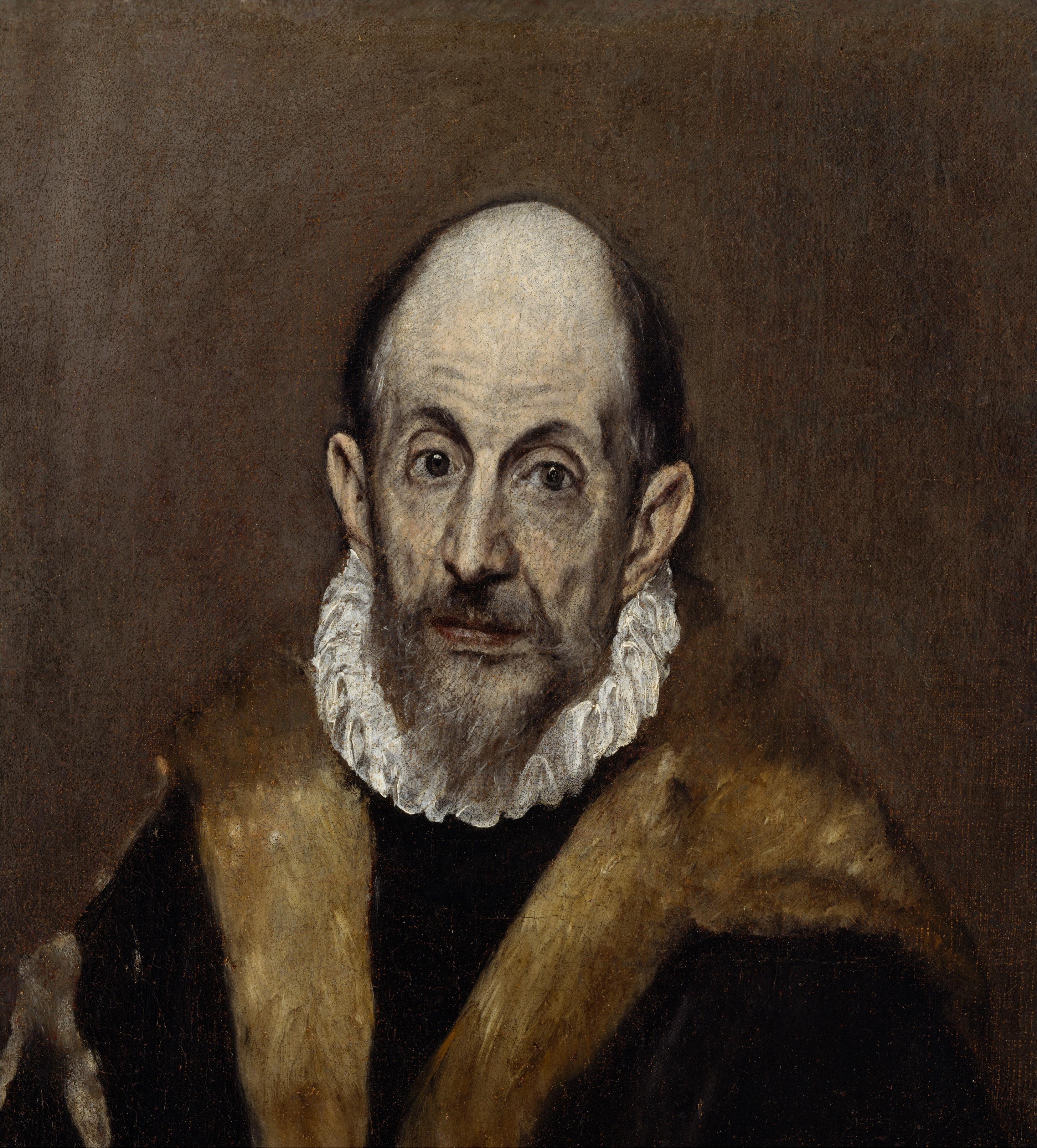
El Greco, pintor cretense que se estableció en España a partir de 1577

### Música
En Creta existe un estilo especial de música folclórica griega llamado kritiki paradosiaki mousiki. Los instrumentos musicales predominantes son el laúd lyra, de tres o cuatro cuerdas en forma de pera, cuyas melodías suelen ir acompañadas por el laúd laouto, de cuello largo y cuatro cuerdas dobles. El conjunto con estos dos instrumentos, característico de la música popular cretense, se denomina zygia. En las ciudades, como en el resto del país, se toca el laúd de cuello largo bouzouki. Ocasionalmente también se toca el violín, la mandolina y la gaita griega tsambouna.
Entre los intérpretes de música cretense figuran Mikis Theodorakis, Psarandonis, su hermano Nikos Xylouris, Yannis Markopoulos y Ross Daly.
La música de Creta también es considerada una variedad tradicional de música folclórica griega llamada Kritiko (griego: κρητικά). La lira cretense es el principal instrumento folclórico de la isla, un pequeño instrumento de arco de tres cuerdas hecho de madera de morera o nogal. El laúd cretense - laoúto (griego: laoúto) y las panderetas - se utilizan como acompañamiento. Thanassis Skordalos y Kostas Moundakis son los letristas cretenses más famosos.
Las canciones locales se dividen en canciones que se cantan en todas las regiones de la isla y canciones regionales. Entre las primeras figuran las mantinadas (versos de contenido principalmente amoroso, pero también satírico, histórico y social). La principal característica de la mantinada es la improvisación, que suele convertirla en un duelo poético entre cantante y lyrnik. Las canciones cretenses comunes también son rimas, escritas por rimadores. Consisten en versos homeocatalécticos (con un final similar) de forma narrativa con contenido histórico, social o amoroso.
Entre las canciones regionales se encuentran las Risitika, las canciones de Creta occidental. El lugar de su formación son las estribaciones de las Montañas Blancas. Las Risitika se dividen en canciones tavlas y canciones stratas. Las primeras se cantan como salmos bizantinos, sin acompañamiento instrumental, sentados a la mesa (tavla), en ocasiones alegres. Las segundas se cantan acompañadas de música en el camino (ejecución). En Creta también hay canciones griegas generales en diversas variantes y en el dialecto local de akriti, así como canciones históricas, de otro mundo y otras. Además, también son populares y se utilizan con frecuencia fragmentos de "Erotokritos" y otras obras de la literatura cretense.

### Pintura
En Creta, las representaciones de plantas más antiguas que se conservan datan de los siglos XVI a XIV a. C., por ejemplo como parte de una pintura al fresco (pradera de azafrán en el palacio minoico), una escultura (cápsulas de adormidera en el tocado de la diosa de la adormidera de Gazi y una decoración cerámica (jarra de pico con decoración de juncos de Faistos en el estilo de la flora.
El Greco (* 1541 en Iraklio, Creta; † 1614 en Toledo; de nombre real Domínikos Theotokópoulos) fue un pintor de origen griego y el principal maestro del manierismo español y del Renacimiento tardío. También fue escultor y arquitecto. Su labor artística comenzó en Creta, donde se formó como pintor de iconos de tradición bizantina.

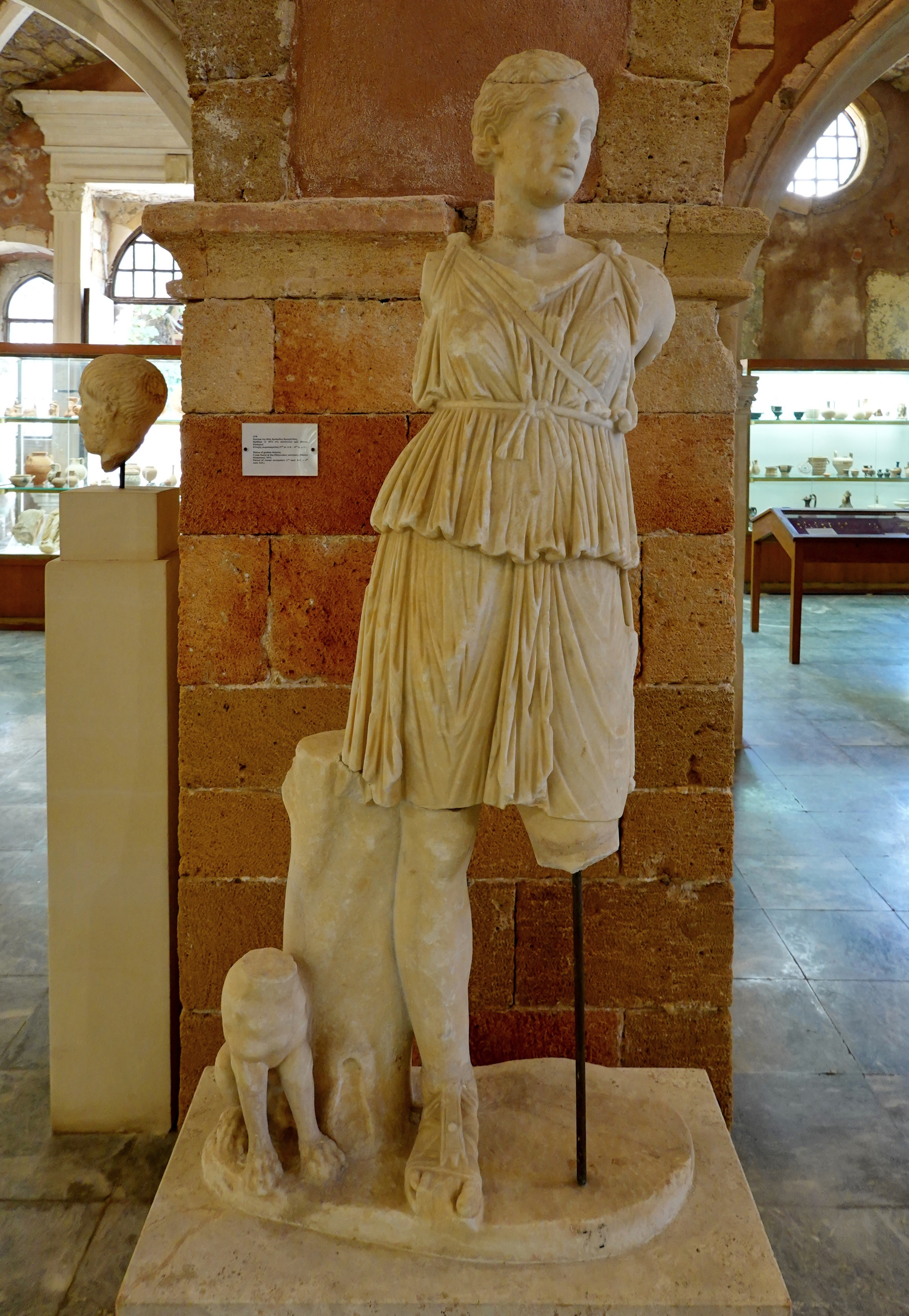
Estatua de Artemisa que data de la época romana expuesta en el Museo Arqueológico de Chania.

### Museos
El patrimonio museístico de Creta es de gran importancia cultural. Los museos se encuentran principalmente en las ciudades más grandes de la isla: Heraklion, Chania, Rethymnon, Ayios Nikolas, etc. Los museos más famosos y grandes son el Museo Arqueológico de Heraklion, fundado en 1883. Uno de los museos más famosos y grandes no sólo de la isla, sino de todo el país, es el Museo Arqueológico de Heraklion, fundado en 1883. En sus 20 salas se exponen las principales y más importantes piezas de la civilización minoica de Creta: cerámicas, joyas, litografías, sarcófagos, frescos, microesculturas, etc.
El Museo de Historia y Etnografía de Heraklion exhibe muestras de la cultura popular cretense: frescos, iconos, manuscritos y mapas, libros, artesanía, ropa y joyas tradicionales cretenses, retratos y armas, firmanes de sultán. Además, en las salas también se exponen objetos cotidianos, instrumentos musicales, cofres de madera, etc. Otros museos de Heraklion son el Museo de Bellas artes (que alberga exposiciones de la historia medieval y moderna de Creta), el Museo de la Guerra y la Revuelta Nacional de Creta, el Museo de Arte Eclesiástico (que exhibe frescos de los siglos XIII al XIV, reliquias cristianas, manuscritos, libros eclesiásticos, tallas de madera y un gran número de iconos bizantinos).

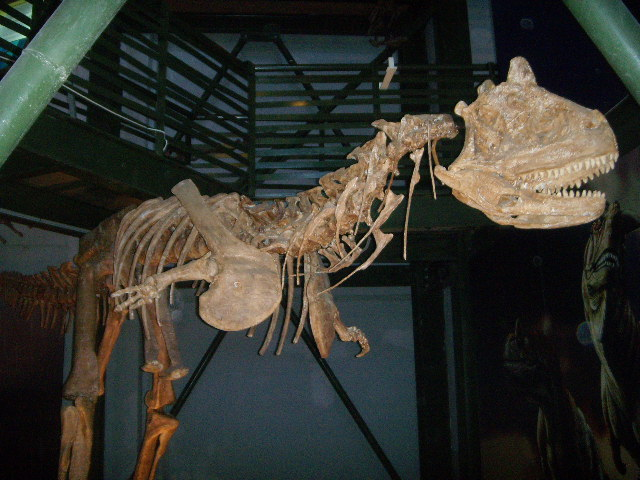
Esqueleto de un carnotauro (Carnotaurus sastrei) en el Museo de Historia Natural de Creta

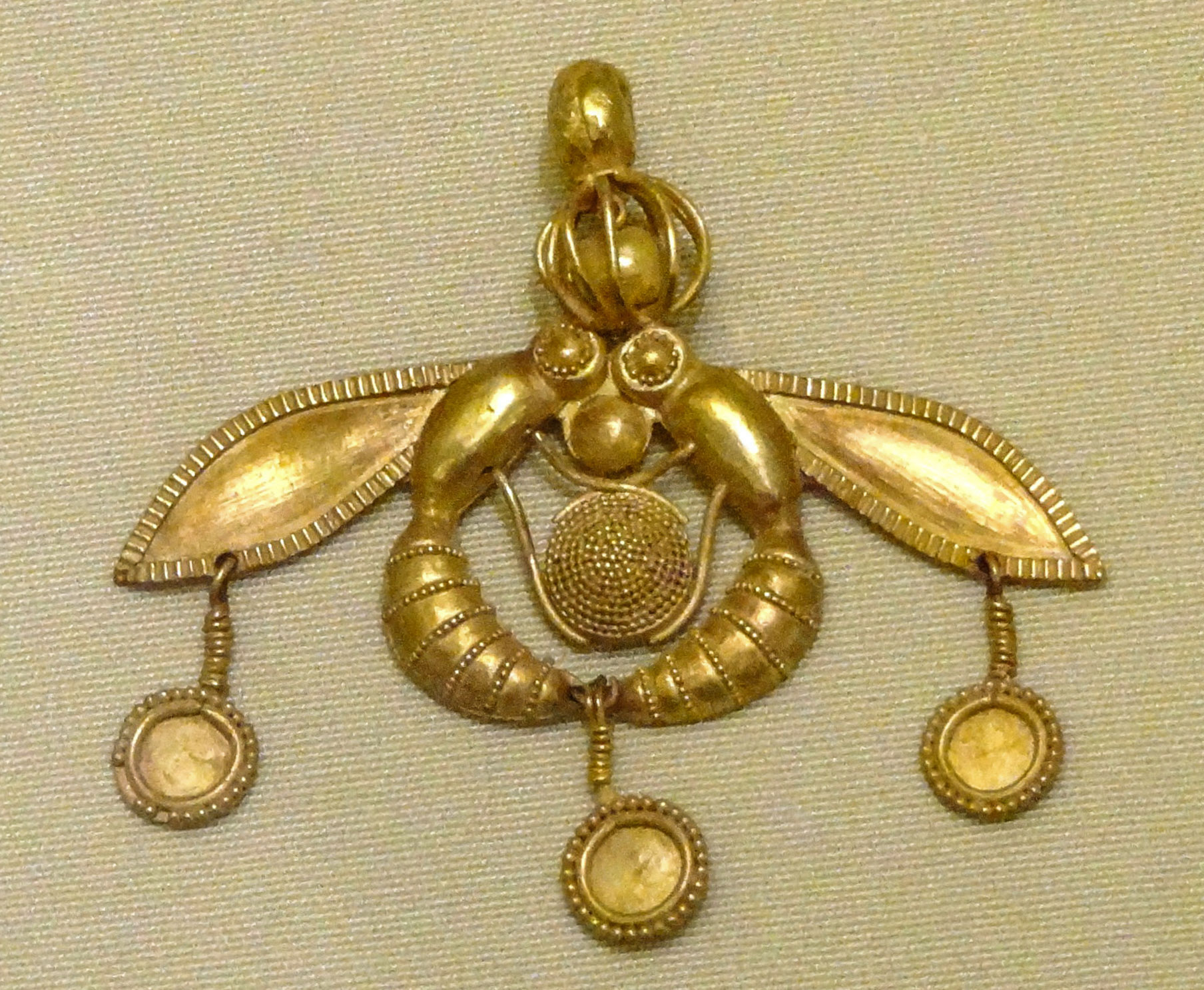
Colgante de las abejas de Malia en el Museo Arqueológico de Heraclión

El Museo Arqueológico de Hierapetra, que se encuentra en la Casa de la Escuela Otomana, expone los hallazgos encontrados en la zona de Hierapetra de diferentes épocas. Entre los objetos expuestos más importantes se encuentran vajillas, pithos y labrys, un torno de alfarero de arcilla; sarcófagos decorativos, un sarcófago con un obispo que representa doce escenas, estatuillas, azulejos en relieve de las épocas geométrica y arcaica, lámparas romanas con decoración en relieve, estatuas de la época romana procedentes de Viglia y una estatua de la diosa Deméter.
El Museo Arqueológico de Agios Nikolaos contiene ejemplos de tejidos, tallas de madera, así como ropa tradicional local e iconos bizantinos.
El Museo Arqueológico de Siti exhibe vajillas de Agia Photios, Mochlos, Psira, Palekastro y Zakros. También alberga tablillas lineales A del palacio de Zakros y una prensa de uva única con accesorios originales del mismo palacio. El Museo Etnográfico de la ciudad contiene un gran número de piezas expuestas: tejidos, bordados, ropa y muebles tradicionales locales, vajillas, un telar, etc. El Museo Arqueológico de Rímini cuenta con un gran número de piezas expuestas.
En el Museo Arqueológico de Rethymno se pueden ver estatuillas, joyas, herramientas diversas, puntas de lanza y lanzas del Neolítico procedentes de las cuevas de Gerani y Ellines; cerámicas de la época minoica tardía de Mastabas Rethymno y de la necrópolis de Armeni; gemmae, Lárnaca, una colección de monedas de distintas épocas procedentes de diferentes localidades. El Museo Histórico y Etnográfico de Rethymno alberga colecciones de tejidos, pinturas y un gran número de piezas etnográficas. La Colección Etnográfica del Liceo de Mujeres Griegas exhibe colecciones de trajes y joyas tradicionales de la zona, abundantes bordados, tejidos, tallas de madera y cerámica.
El Museo Arqueológico de Chania contiene hallazgos realizados en la zona de Chania y en toda Creta occidental, desde el Neolítico hasta la época romana. Los objetos expuestos más importantes son: tablillas con signos lineales A y un fragmento de ánfora con signos lineales B; sarcófagos pintados y un sarcófago que representa una cacería sagrada de la necrópolis de Armeni; mosaicos romanos de Chania que representan a Poseidón y Aminona, Dionisio y Ariadna; estatuillas de las épocas clásica y helenística, una colección de monedas, vasos de vidrio de la época grecorromana procedentes de Tarr.
En Chania se encuentra el Archivo y Museo Histórico de Creta, que alberga diversas colecciones, archivos, instrumentos eclesiásticos, mapas, monedas; en una sala especial se exponen los objetos personales y de recuerdo de Eleftherios Venizelos, además de una valiosa biblioteca y una colección etnográfica. El Museo marítimo de Chania se encuentra en el edificio de la Fortaleza de Firkas y expone maquetas de barcos y reliquias de la Armada griega.

### Correo

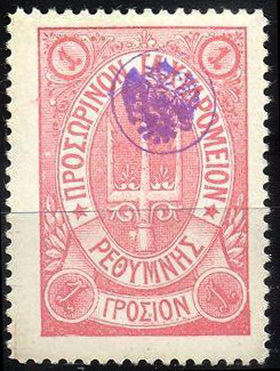
Sello de Correos de Creta en ruso (1899)

En 1669, Creta fue conquistada por el Imperio otomano. Tras la guerra greco-turca de 1897, Creta obtuvo autonomía administrativa a petición de Gran Bretaña, Rusia, Francia e Italia. Varios países enviaron buques de guerra a la isla para vigilar las acciones de la administración otomana. Las administraciones militares de los estados garantes organizaron servicios postales temporales en los puertos de Creta. Había 5 sucursales extranjeras de servicios postales en Creta: austrohúngara (1845-1914), británica (1898-1899), italiana (1900-1914), rusa (1899) y francesa (hasta 1914).
De 1900 a 1907 se emitieron sellos de correos propios del Estado cretense con diseños originales. De 1908 a 1910, estos sellos se emitieron con el sobreimpreso "ΕΛΛΛΑΣ" (Grecia). En 1905, la organización rebelde cretense Asamblea Revolucionaria, con sede en el pequeño pueblo de Feriso (distrito de Chania), también emitió sus propios sellos. Tras la reunificación de Creta con la Grecia continental en 1913, las oficinas de correos de la isla pasaron a ser gestionadas por el Servicio Postal Helénico.

### Monumentos y lugares de interés
Las principales atracciones históricas, culturales y arquitectónicas de la isla son:
- Cnosos: El llamado palacio de Cnosos, fue uno de los centros culturales y políticos de la civilización minoica entre 1900 y 1450 a. C. Durante su apogeo y poder, Cnosos fue uno de los estados más influyentes del Mediterráneo. El palacio de Cnosos fue un lugar donde se utilizaron ideas de ingeniería y arquitectura como edificios de varias plantas, iluminación natural y artificial, suministro de agua y alcantarillado, ventilación, calefacción y calzadas pavimentadas. Los acontecimientos que tuvieron lugar en Cnosos influyeron en la epopeya griega que apareció varios siglos después.

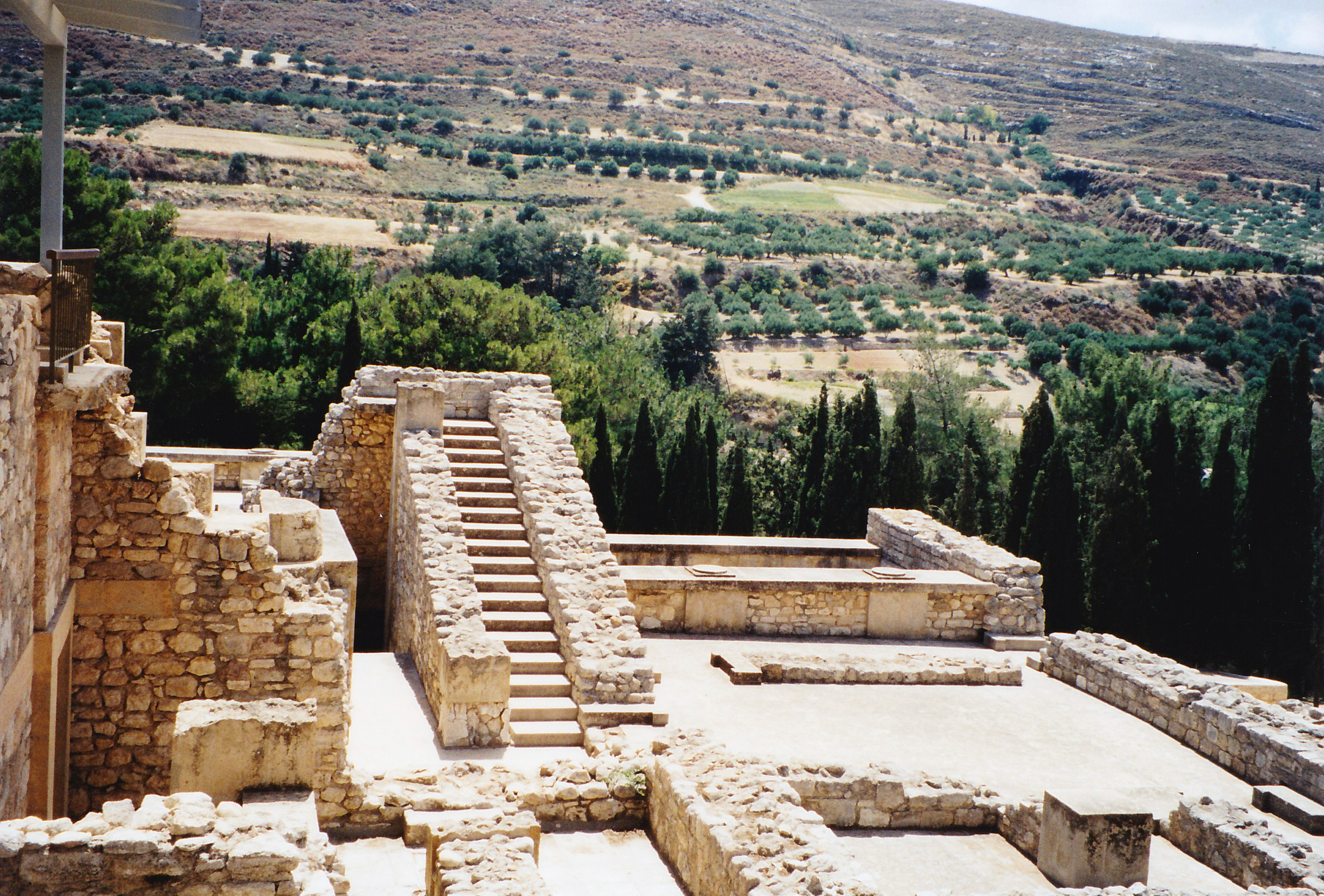
Ruinas del Palacio de Cnosos

- Ruinas del Palacio de CnososFesto:  ocupa el segundo lugar, después de Cnosos, en importancia para la ciencia arqueológica. Festo era una ciudad muy rica, populosa e independiente. La zona de Faistos estuvo habitada en el Neolítico, como demuestran los cimientos de viviendas neolíticas, herramientas, figurillas y utensilios hallados durante las excavaciones bajo los almacenes del palacio. Las excavaciones en la ciudad, iniciadas por la Escuela Arqueológica Italiana bajo la dirección de Federico Halbherr, continuaron bajo la dirección de Luigi Pernier y D. Levi y produjeron importantes hallazgos de los periodos minoico, geométrico y helenístico de la historia de Hellas.

- Malia: fue uno de los centros más importantes de la navegación y el comercio minoicos. Las excavaciones en el territorio de la polis fueron iniciadas en 1915 por Joseph Hadzidakis y actualmente las prosigue la Escuela Arqueológica Francesa. Dentro de la ciudad minoica se han excavado numerosas viviendas particulares y enterramientos en Chrysolakosi. La zona estuvo habitada ya en el Neolítico. El primer palacio se construyó hacia el 1900 a. C., fue destruido hacia el 1700 a. C., tras lo cual se construyó un nuevo palacio, que también fue destruido hacia el 1450 a. C.Odeón romano de Gortina

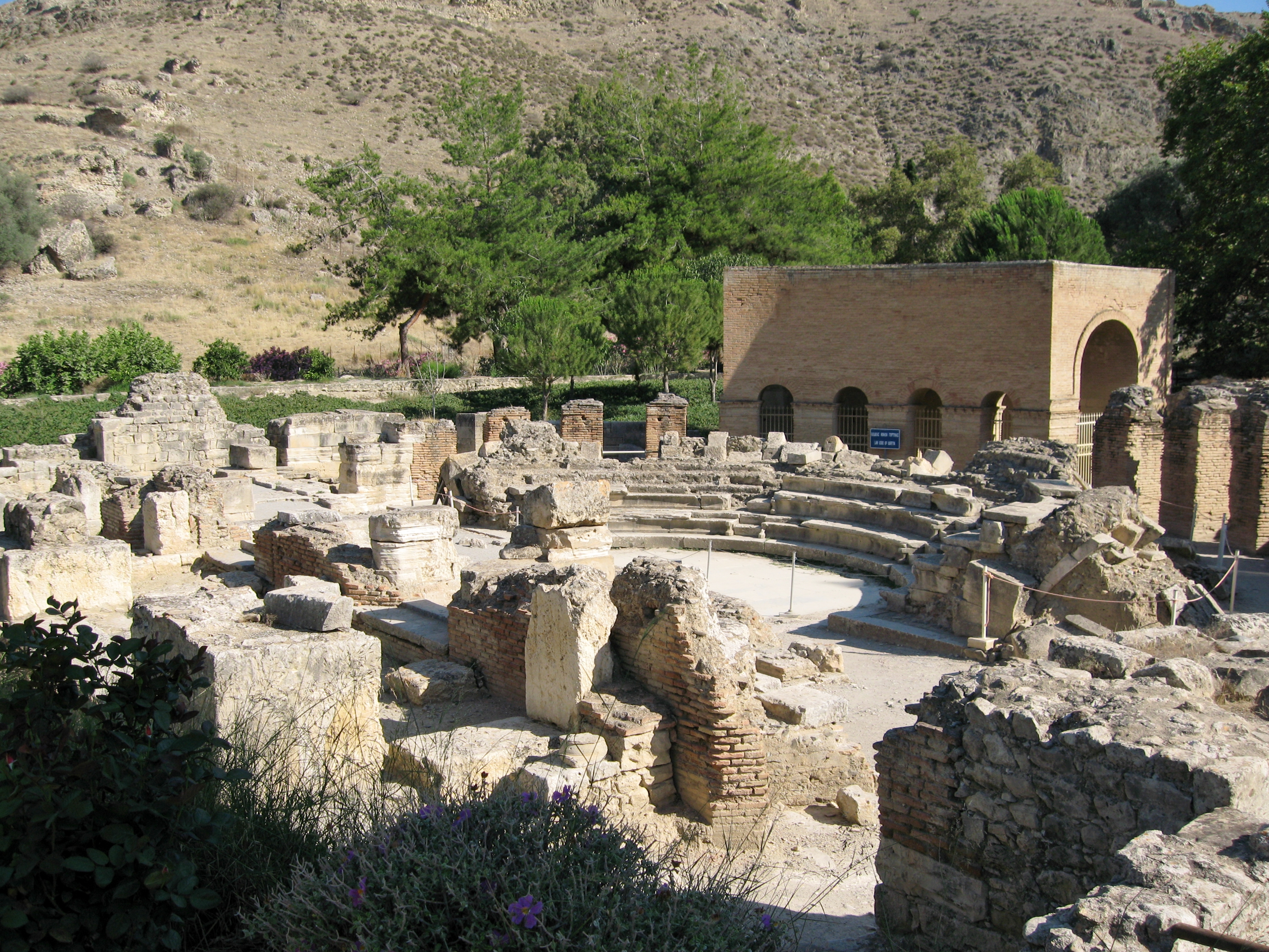
Odeón romano de Gortina

- Vatípetro: fue excavado en 1949 por Spyridona Marinatos. Se trata de un edificio pequeño, algunas de cuyas secciones tenían dos plantas de altura, con paredes cubiertas de yeso coloreado y sin frescos. Se cree que el megaron se construyó hacia 1600 a. C., y se destruyó y abandonó hacia 1550 a. C. En los terrenos del palacio se han encontrado y restaurado molinos de aceite y trituradoras de uva. Los arqueólogos también han encontrado telares y ruedas de cerámica. Uno de los hallazgos más importantes es una gran ánfora ornamentada para aceite.

- Gortina o Gortyna fue una de las ciudades más antiguas y poderosas de Creta, y durante la época romana y principios de la bizantina fue la capital de la isla. En el territorio de Gortyna se encuentran las ruinas de un pretorio romano (una estructura del siglo IV d. C.), dos ninfas, el templo de Apolo el Pitio), un santuario de divinidades egipcias, dos teatros, un anfiteatro, un acueducto y termas.

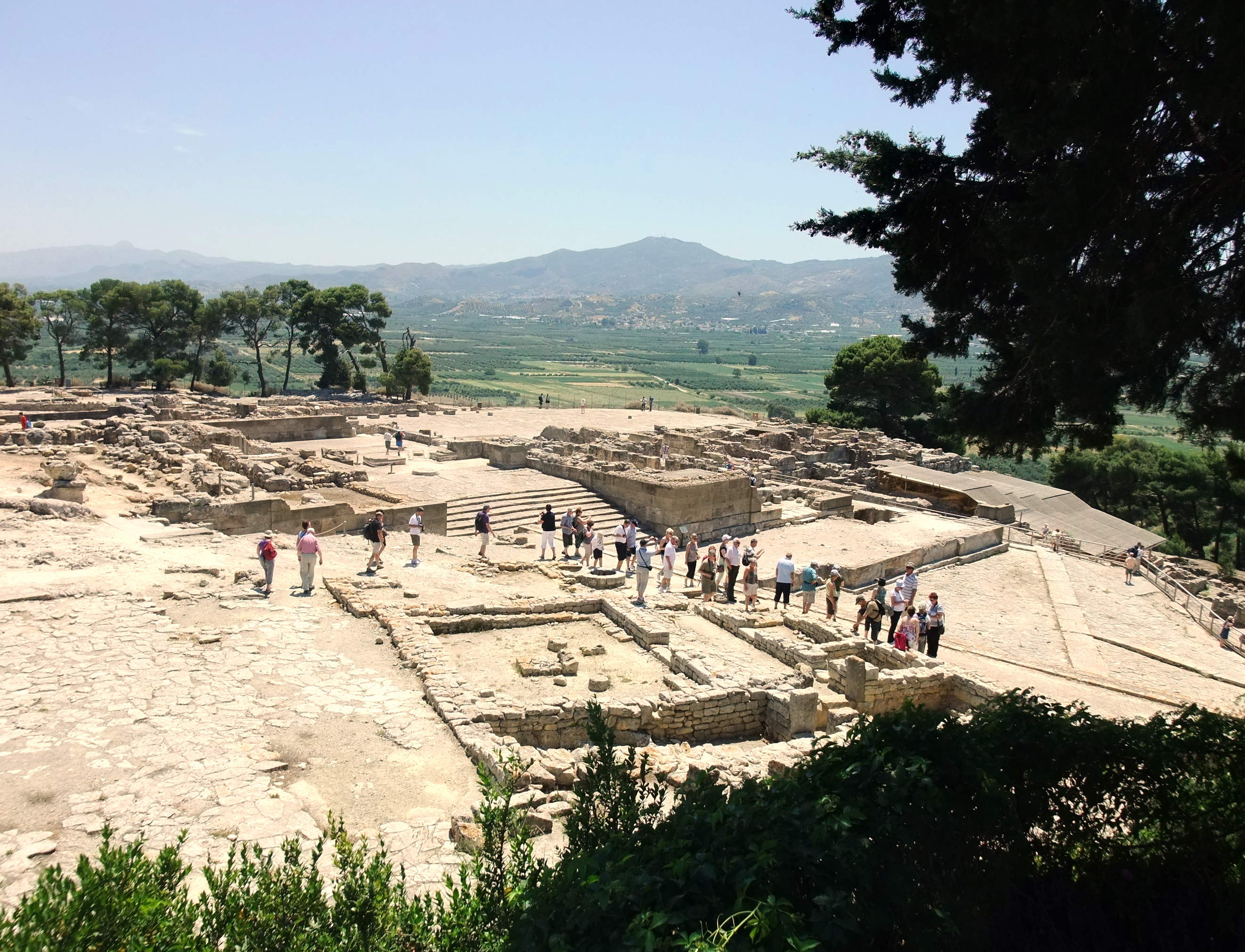
Ruinas en Festos

- Ruinas en FestosOtros yacimientos arqueológicos minoicos: Festos, Malia y Hagia Triada.
- Rizhenia.
- Museo arqueológico de la Canea, en una antigua iglesia veneciana.
- Monasterio de Toplou
- Universidad de Creta
- Universidad Técnica de Creta
- Catedral de La Canea
- Spinalonga

### Vestimenta tradicional

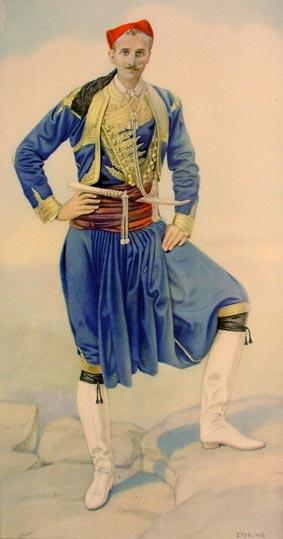
Traje tradicional de un hombre cretense

La indumentaria masculina cretense cambió repetidamente de aspecto según la época y las condiciones locales, hasta que a finales del siglo XVI aparecieron los pantalones (vraka), elemento conocido y común de la indumentaria masculina en todas las islas del mar Egeo. La ropa tiene dos variantes: informal y festiva, y la diferencia entre ellas es la calidad del material y la joyería.
La ropa festiva consiste en pantalones de tela azul (sharovar), un chaleco con ribetes (meitanogeleko), un cinturón azul o rojo y una camisa blanca tejida. En la cabeza los hombres llevan un fez doblado (sfakian) con una borla azul colgando del lado - fareon - o un gorro o pañuelo negro con flecos. En los pies, botas altas (stivanya) y calzonja (calcetines de punto de seda). Un complemento importante del traje masculino es la kadena (cadena) colgada del cuello y semioculta, así como una daga de plata en el cinturón.
La indumentaria femenina cretense presenta distintas variantes según la localidad (sardza en Sfakia y Agonia, etc.). El tipo más común es el vraki (prenda inferior) que se ata a los tobillos, el sakofustano (falda) y el delantal. En la cabeza las mujeres llevan un cubo (chal) y en las zonas montañosas un pequeño fezkupapazi rojo. En los pies llevan botas, algo más bajas que las de los hombres.
La vestimenta tradicional cretense ha caído en desuso. Se puede ver sobre todo en representaciones folclóricas, en tabernas con bailes populares, en museos etnográficos o en colecciones. En algunos pueblos hay hombres y mujeres mayores que visten el atuendo cretense de forma simplificada, basada en el vraki para los hombres y el sakofustano para las mujeres.

### Danza Tradicional
La danza tradicional cretense se remonta a la Antigüedad y se considera una forma evolutiva de la danza ritual del Laberinto, que fue llevada por Teseo a la Grecia continental, donde se representaba para conmemorar su victoria sobre el Minotauro. Hoy en día, las asociaciones y conjuntos de danza no sólo de Creta, sino de toda Grecia, intentan mantener y preservar las tradiciones del modo de vida cretense. Así, se han conservado 5 danzas principales con variaciones locales.

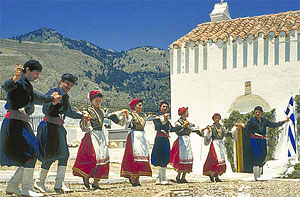
Danza tradicional en Skafia, Creta

- Danza tradicional en Skafia, CretaSiganos: esta danza también recibe el nombre de "danza de Teseo". La bailan hombres y mujeres con las manos sobre los hombros. La danza es la pieza de apertura de la pentosalis. Los pasos se parecen a los de la pentosalis, pero aquí son más suaves, lentos y se acompañan de los sonidos de la lira o Laut.

- Pentosalis: La danza toma su nombre de los cinco (penta) pasos básicos, el vestíbulo, como dicen los cretenses (diez si se repiten). La bailan hombres y mujeres con los hombros y los brazos extendidos, formando un círculo abierto. Esta danza es fogosa, saltarina, guerrera, indica la juventud de los bailarines y da pie a una gran improvisación con el acompañamiento de la lira o Laut.

- Syrtos: es una danza griega común, también llamada chaniotikos (chani). En Creta se interpreta en una versión local. Los bailarines, hombres y mujeres, tomados de la mano a la altura de los hombros, se mueven con pasos lentos y "prolongados" en un círculo abierto. Los movimientos son sencillos y monótonos.

- Castrinos o pidichthos. La danza toma su nombre de Megalo Kastro, es decir, Heraklion. Es una danza exclusivamente masculina, que consiste en ocho pasos hacia el centro del círculo y ocho de vuelta.

- Susta: La danza debe su nombre a los movimientos rítmicos del cuerpo hacia arriba y hacia abajo y al suave balanceo. Lo bailan hombres y mujeres uno frente al otro y es de carácter cariñoso. La danza consta de seis pasos de rebote (12 si se repiten).

Antes se bailaban otras danzas cretenses (Apanomeritis, Katsibardianos, Pirichios), pero hoy en día apenas se interpretan.